# Matrimonio igualitario

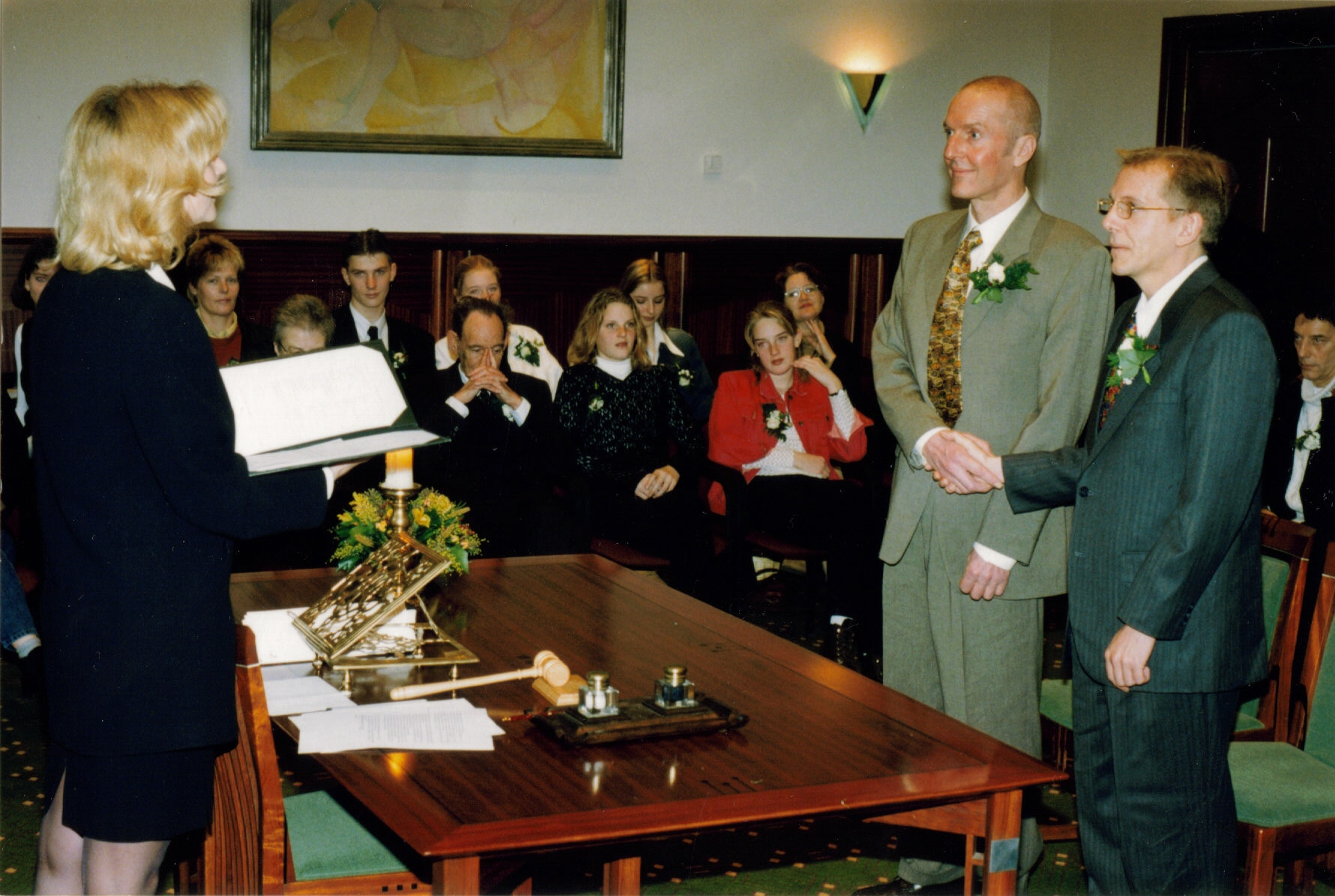
Una pareja de hombres contrayendo matrimonio civil en los Países Bajos, primer Estado en legalizarlo en 2001.

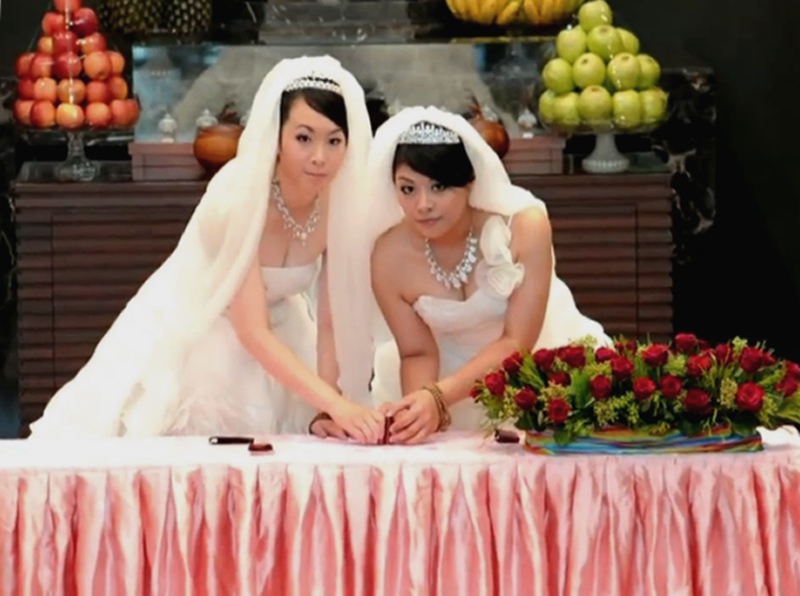
Dos mujeres se casan en una ceremonia religiosa budista en Taiwán, país que legalizó el matrimonio igualitario en 2019.

El matrimonio igualitario, también conocido como matrimonio entre personas del mismo sexo, matrimonio homosexual, matrimonio gay, matrimonio para todos o simplemente matrimonio es una institución social de carácter civil o religioso que reconoce la unión conyugal concertada por dos personas del mismo sexo, para establecer y mantener una comunidad de vida e intereses. La definición legal y los derechos y obligaciones que genera esta institución varían entre cada país, puesto que las reformas en materia de derecho matrimonial y de familia difieren alrededor del mundo; así, en un Estado el derecho de adopción podría no estar reconocido para los matrimonios entre personas del mismo sexo, lo que contrasta con las legislaciones de algunos países que permiten la adopción conjunta para parejas no casadas y sin discriminación por orientación sexual.
Si bien las uniones del mismo sexo han existido en diversas culturas a lo largo del tiempo, como en la Antigua Roma o la provincia china de Fujian, la occidentalización del mundo llevó a su invisibilización y patologización en los siglos XIX y XX, resurgiendo con la despenalización de la homosexualidad y la revolución sexual. Las primeras leyes en reconocer el matrimonio entre personas del mismo sexo fueron aprobadas durante la primera década del siglo XXI y los instrumentos jurídicos empleados según el caso fueron reformas legislativas de las normas de matrimonio civil, fallos judiciales basados en garantías constitucionales de igualdad o mecanismos de participación ciudadana, como las iniciativas populares o los referéndums. El primer gobierno civil en emitir a sabiendas una licencia matrimonial a una pareja del mismo sexo fue el condado de Blue Earth en Minnesota (Estados Unidos) en 1971. Junto a la institución del matrimonio y, en muchos casos, como alternativa se han creado instituciones no matrimoniales de carácter civil propias de cada país y comunidad y con denominaciones distintas, como parejas de hecho o uniones civiles, cada cual de una naturaleza, requisitos y efectos ad hoc de acuerdo a la realidad social, histórica, sociológica, jurídica y política de cada sociedad. Estas disposiciones alternativas son consideradas por movimientos de derechos humanos como instituciones apartheid y en muchos casos, especialmente cuando no otorgan los mismos derechos, son criticadas por perpetuar la discriminación y crear «ciudadanos de segunda».
En el mundo 39 países (Alemania, Andorra, Argentina, Australia, Austria, Bélgica, Brasil, Canadá, Chile, Colombia, Costa Rica, Cuba, Dinamarca, Ecuador, Eslovenia, España, Estados Unidos, Estonia, Finlandia, Francia, Grecia, Irlanda, Islandia, Liechtenstein, Luxemburgo, Malta, México, Nepal, Noruega, Nueva Zelanda, Países Bajos, Portugal, Reino Unido, Sudáfrica, Suecia, Suiza, Taiwán, Tailandia y Uruguay) permiten el matrimonio entre personas del mismo sexo. El último país en legalizarlo fue Tailandia el 23 de enero de 2025; la situación legal en Nepal es ambigua porque el caso está en la Corte Suprema pendiente de sentencia definitiva. Israel reconoce los matrimonios entre personas del mismo sexo celebrados en el extranjero (desde 2006) o a distancia (desde 2023) con plenos derechos matrimoniales. En contraste, 35 países y 3 entidades subnacionales tienen definiciones constitucionales sobre el matrimonio que impiden el acceso igualitario a las parejas del mismo sexo, la mayoría promulgadas en las últimas décadas como medida «preventiva»; asimismo, los países de mayoría musulmana aplican preceptos islámicos en sus leyes por mandato constitucional, lo que generalmente se interpreta como prohibición del matrimonio entre personas del mismo sexo. En seis del primer grupo y en la mayoría del segundo se criminaliza todo acto homosexual.
El reconocimiento del matrimonio entre personas del mismo sexo se considera un derecho humano y un derecho civil, así como una cuestión política, social y religiosa del siglo xxi. También constituye uno de los principales objetivos del movimiento por los derechos LGBTI. Entre los defensores más destacados del matrimonio igualitario están las organizaciones de derechos humanos y derechos civiles, así como las comunidades médicas y científicas y algunas congregaciones religiosas amigables que ofician matrimonios o bendiciones de las uniones entre personas del mismo sexo, mientras que los opositores más importantes son los grupos religiosos fundamentalistas y políticos conservadores. Las encuestas de opinión muestran un apoyo cada vez mayor de la población en todas las democracias desarrolladas y en algunas democracias en desarrollo.

## Historia
El término «homosexualidad» fue acuñado por Karl-Maria Kertbeny en el siglo XIX, pero la historia de las parejas del mismo sexo, al igual que la homosexualidad en sí, se remonta a principios de la humanidad. La homosexualidad está ampliamente presente en la naturaleza, incluyendo, entre otros, a los primates no humanos. La evidencia más antigua de la homosexualidad en humanos data de la Italia prehistórica. Asimismo, existen antecedentes de uniones entre personas del mismo sexo registrados en todo el mundo y a lo largo de la historia de la humanidad se han identificado varios tipos de uniones, que van desde relaciones informales no autorizadas hasta uniones muy ritualizadas. En ese sentido, la actitud social hacia las parejas del mismo sexo y las uniones formales de parejas del mismo sexo ha diferido en función de los tiempos y lugares —desde la plena aceptación e integración, pasando por una tolerancia neutral, hasta el rechazo, la discriminación, la persecución, la expulsión, la criminalización o el exterminio—. En el área médica, cuando los modelos sociales dominantes justificaban la patologización, la homosexualidad fue considerada «trastorno mental» por la Clasificación Internacional de Enfermedades (CIE) de la Organización Mundial de la Salud entre 1977 y 1990 y por el Manual diagnóstico y estadístico de los trastornos mentales (DSM) de la Asociación Estadounidense de Psiquiatría entre 1952 y 1973, aunque los diagnósticos análogos relacionados con la «angustia persistente y marcada por la propia orientación sexual» no fueron suprimidos hasta 2013, cuando los avances científicos desafiaron la suposición de que las manifestaciones de la sexualidad diferentes a la heterosexualidad son condiciones patológicas.

### Viejo Mundo

#### Europa clásica, Oriente Próximo y China
Las uniones entre personas del mismo sexo eran conocidas en las antiguas Grecia y Roma, la antigua Mesopotamia, en algunas regiones de la antigua China, como la provincia de Fujian, y en ciertos momentos de la historia europea antigua.
Las prácticas y rituales matrimoniales entre personas del mismo sexo tenían mejor reconocimiento en Mesopotamia que en el antiguo Egipto. El Almanaque de Encantamientos, un texto religioso fundamental de la antigua Asiria, contenía oraciones que bendecían por igual el amor de un hombre por una mujer y el de un hombre por otro hombre. Asimismo, existen numerosos documentos que atestiguan que fuera de Occidente, muchas culturas, particularmente africanas o asiáticas, aceptaban las relaciones entre personas del mismo sexo y, en algunos casos, también los casamientos homosexuales.
En la provincia de Guangdong, en el sur de China, durante la dinastía Ming, las mujeres se unían en contratos con otras más jóvenes en elaboradas ceremonias.: 178  Los varones también celebraban compromisos similares. Las uniones durarían un número limitado de años, al cabo de los cuales el más viejo ayudaría al más joven a elegir a una esposa y crear una familia. Este tipo de uniones también se practicaba en la historia europea antigua.: 137  Un ejemplo de pareja reconocida masculina e igualitaria al principio de la dinastía Zhou de China se encuentra registrado en la historia de Pan Zhang y Wang Zhongxian. Si bien la relación era claramente aprobada por la comunidad en general y se comparó con un matrimonio heterosexual, la unión de la pareja no tuvo una ceremonia religiosa.: 24–25 
Algunas sociedades occidentales primitivas integraban las relaciones entre personas del mismo sexo. La práctica del amor entre personas del mismo sexo en la antigua Grecia generalmente tomaba la forma de pederastia, que tenía una duración limitada y, en muchos casos, coexistía con el matrimonio. Los casos documentados en esta región afirman que estas uniones eran relaciones pederastas temporales. En el conocido como Batallón Sagrado de Tebas las parejas masculinas que lo conformaban intercambiaban votos sagrados entre erastés (amante) y erómeno (amado) en el santuario de Yolao, amado de Heracles. Estas uniones crearon un dilema moral entre los griegos y no eran aceptadas universalmente. Por otro lado, se encuentran en escritos griegos antiguos numerosos ejemplos de uniones del mismo sexo entre pares, no jerarquizados por edad (como el caso de la pederastia). Entre las parejas de relaciones del mismo sexo más famosas de la antigua Grecia están Harmodio y Aristogitón, Pelópidas y Epaminondas: 82  y Alejandro y Bagoas.: 79  Sin embargo, en ninguna de estas uniones del mismo sexo se utiliza la palabra griega para «matrimonio», por lo que algunos historiadores las han considerado como casi «equivalentes» a los matrimonios heterosexuales; entretanto, otros historiadores utilizan el término «matrimonio» para describir las relaciones homosexuales ritualizadas en Creta durante el mismo período. La académica italiana Eva Cantarella identifica algunas relaciones lésbicas en comunidades femeninas en la antigua Grecia como «matrimonios de imitación».
Existen registros de matrimonios entre personas del mismo sexo que se remontan al siglo I. Por lo general, estos se informaron de manera crítica o satírica. Cicerón aludió al matrimonio (usando el verbo latino para «casarse», es decir, nubere) del hijo de Curio el Viejo con su enemigo Marco Antonio, aunque lo hace de forma metafórica para criticarlo. Cicerón afirma así que el joven Curio estaba «unido en un matrimonio estable y permanente» con Marco Antonio. Marcial también mencionó una serie de matrimonios entre personas del mismo sexo, pero siempre en términos irrisorios contra las personas de las que quiere burlarse.

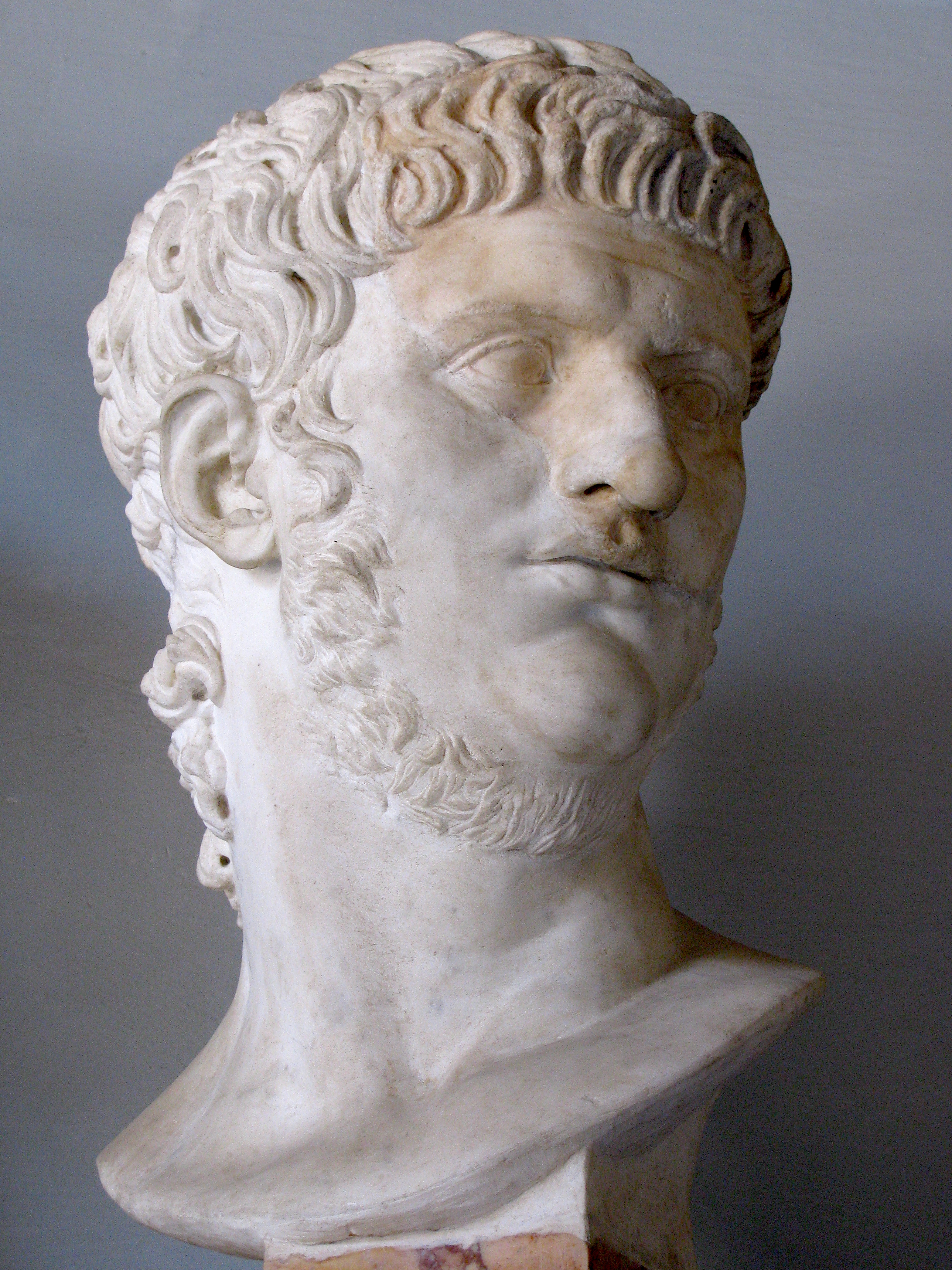
El emperador Nerón estuvo casado con al menos dos hombres en diferentes ocasiones.

Al menos dos de los emperadores romanos se comprometieron en uniones del mismo sexo; asimismo, se considera que trece de los primeros catorce emperadores romanos eran bisexuales o exclusivamente homosexuales.: 35–36  El primer emperador romano que se casó con un hombre fue Nerón, de quien se reporta que estuvo casado con otros dos hombres en diferentes ocasiones. Primero con uno de sus libertos, Pitágoras, con quien Nerón asumió el rol de esposa, y, más tarde, como esposo, el emperador se casó con un joven llamado Esporo para reemplazar a su difunta esposa Popea Sabina a quien él había matado estando borracho. En esta segunda ocasión, previa castración de Esporo, Nerón celebró la unión en una ceremonia pública, con todas las solemnidades del matrimonio, y convivió con él como su esposa; también uno de sus amigos entregó a la «novia» según «lo exige la ley». El matrimonio se celebró por separado tanto en Grecia como en Roma en extravagantes ceremonias públicas. El joven emperador Heliogábalo se refirió a su conductor de carro, un esclavo rubio de Caria llamado Hierocles, como su esposo. También se casó con un atleta llamado Zótico en una fastuosa ceremonia pública en Roma en medio del regocijo de los ciudadanos.
Pese a que los romanos parecen haber sido los primeros en celebrar matrimonios entre personas del mismo sexo, el connubium solamente era posible entre un civis Romanus y una civis Romana (es decir, entre un ciudadano romano y una ciudadana romana), por lo que un matrimonio entre dos hombres romanos (o con un esclavo) no tendría validez legal en el derecho romano (aparte, presumiblemente, de la voluntad arbitraria del emperador en los dos casos arriba mencionados). Además, según Susan Treggiari, «el matrimonium era entonces una institución que involucraba a una madre, mater. La idea implícita en la palabra es que un hombre toma a una mujer en matrimonio, in matrimonium ducere, para que pueda tener hijos con ella».
El surgimiento del cristianismo hizo retroceder estas prácticas, lo que se acentuó cada vez más con la decadencia del Imperio. Los matrimonios entre personas del mismo sexo continuaron hasta que el cristianismo niceno fue proclamado como la religión estatal del Imperio romano. Dichas uniones fueron prohibidas definitivamente el 16 de diciembre del 342 por los emperadores cristianos Constancio II y Constante. Este mandato vetaba específicamente los matrimonios entre hombres y ordenaba la ejecución de los ya casados:

Cuando un hombre «se casa» a la manera de una mujer, una «mujer» a punto de renunciar a los hombres, ¿qué desea, cuando el sexo ha perdido su significado; cuando el delito es uno que no conviene conocer; cuando Venus cambia a otra forma; cuando el amor se busca y no se encuentra? Ordenamos que surjan los estatutos, que se armen las leyes con una espada vengativa, para que aquellos infames que son ahora, o que en el futuro sean, culpables sean sometidos a un castigo exquisito.
C. Th. 9.7.3

Michael Fontaine, del Departamento de Clásicos de la Universidad de Cornell, ha señalado que no existía ninguna disposición sobre el matrimonio entre personas del mismo sexo en el derecho romano y que el texto de la ley de 342 está corrupto: «casarse con una mujer» (nubit feminam) en lugar de «acostarse de manera deshonrosa con un hombre» (cubit infamen) como una condena del comportamiento homosexual entre hombres, no al matrimonio.
Según Robin Lane Fox, entre las costumbres inusuales del aislado oasis de Siwa (hoy Egipto, alguna vez Libia), uno de gran antigüedad que sobrevivió hasta el siglo XX fue la homosexualidad masculina y el matrimonio entre personas del mismo sexo. El egiptólogo alemán George Steindorff exploró el oasis en 1900 e informó que las relaciones homosexuales eran comunes y, con frecuencia, se extendían a una forma de matrimonio.

#### Normas de la Iglesia cristiana primitiva y la Edad Media
Como hicieron otras filosofías y religiones de la época (como el estoicismo, el neoplatonismo y el maniqueísmo), el cristianismo cada vez más influyente promovió el matrimonio con fines procreativos. Se consideraba que las enseñanzas del Talmud, la Torá y la Biblia prohibían específicamente estas prácticas como contrarias a la naturaleza y la voluntad del Creador y eran vistas como una deficiencia moral o que se sale de lo establecido. Incluso después de la aprobación del Código Teodosiano, los emperadores cristianos continuaron recaudando impuestos sobre los prostitutos hasta el reinado de Anastasio (r. 491-518). En 390, los emperadores cristianos Valentiniano II, Teodosio I y Arcadio declararon ilegal el sexo homosexual y los culpables de ello eran condenados a morir quemados vivos frente al pueblo. El emperador cristiano Justiniano I (r. 527-565) usó a los homosexuales como chivo expiatorio de problemas como «hambrunas, terremotos y pestilencias». Si bien la homosexualidad era tolerada en la Roma precristiana, seguía siendo controvertida. Por ejemplo, se incluyeron argumentos en contra de las relaciones entre personas del mismo sexo en la Moralia de Plutarco. En la Roma y Grecia precristianas se había debatido sobre qué forma de sexualidad era preferible. Si bien muchos parecían no oponerse a la bisexualidad, había quienes preferían ser exclusivamente heterosexuales u homosexuales. En la citada obra de Plutarco se registra un debate entre el amor homosexual y el heterosexual.

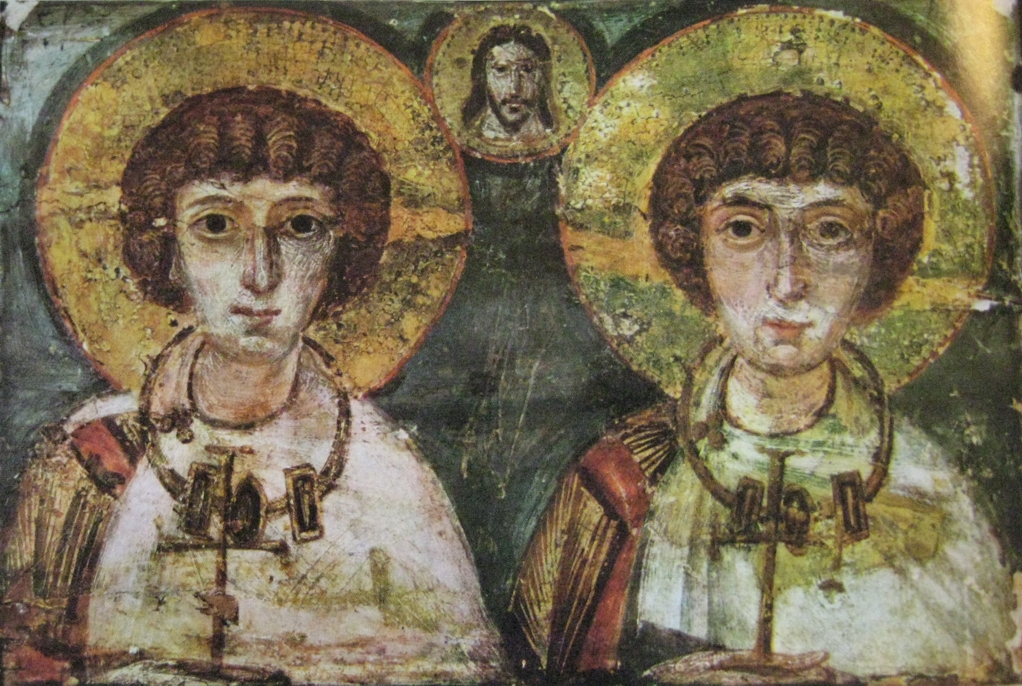
El historiador John Boswell afirmó que los mártires cristianos del siglo Sergio y Baco estaban unidos en el ritual de la adelfopoiesis, que él llama una forma temprana de matrimonio religioso entre personas del mismo sexo. Aunque de manera no oficial, son vistos como «santos patronos de las relaciones entre hombres» por comunidades homosexuales de cristianos católicos y ortodoxos griegos.

Después de la Edad Media en Europa, las relaciones entre personas del mismo sexo fueron cada vez más mal vistas y prohibidas en muchos países por la Iglesia o el Estado. Sin embargo, tras la caída del Imperio romano, la Iglesia mantuvo una cierta vaguedad: si bien, en teoría, condenaba las relaciones entre personas del mismo sexo porque no procrean hijos, toleraba las uniones homosexuales dentro de su propio clero o entre profesores y estudiantes de quienes era responsable. Algunas fuentes que han sobrevivido atestiguan que la Iglesia participó activamente en determinadas ceremonias, cuyo objeto era la unión espiritual de dos personas del mismo sexo, que el académico estadounidense John Boswell consideró verdaderos matrimonios homosexuales reconocidos por la autoridad religiosa. Este es el caso de la adelfopoiesis (en griego, literalmente «hacer hermanos»), que según Boswell representaba una forma temprana de matrimonio religioso entre personas del mismo sexo en la Iglesia ortodoxa. (Sin embargo, la historicidad de esta interpretación es impugnada por la Iglesia ortodoxa griega, mientras que la erudición de Boswell es criticada como de dudosa calidad por el teólogo Robin Darling Young, interpretándolo en cambio como una «adopción entre hermanos» o «hermanos de sangre».) Alan Bray consideró que el rito croata de ordo ad fratres faciendum («orden para la formación de hermanos») tenía el mismo propósito en la Iglesia católica medieval y practicado hasta finales del siglo XIX. No obstante, la ortodoxia católica siempre ha sostenido que el matrimonio es un sacramento instituido «por Cristo» entre un hombre y una mujer bautizados.
En la Francia medieval tardía, es posible que la práctica de celebrar un contrato legal de «hermanamiento» (affrèrement) proporcionara un medio para las uniones civiles entre hombres adultos no emparentados que se comprometían a vivir juntos compartiendo un pain, un vin, et une bourse («un pan, un vino y una bolsa»). Esta categoría legal puede representar una de las primeras formas de uniones del mismo sexo autorizadas.
En la Europa Medieval, las relaciones homosexuales eran menos aceptadas que en el mundo clásico. Con todo, al igual que el amor cortés que un caballero sentía por su señora, la amistad profunda y apasionada entre personas del mismo sexo era no solo posible, sino celebrada. El amor en tales relaciones se ha asumido tradicionalmente como platónico; aunque los eruditos modernos cuestionan esta interpretación. El 16 de abril de 1061 se produjo un matrimonio entre personas del mismo sexo entre dos hombres, Pedro Díaz y Muño Vandilaz, en el municipio gallego de Rairiz de Veiga, donde un sacerdote les casó en una pequeña capilla. Los documentos históricos sobre la boda en la iglesia fueron encontrados en el monasterio de San Salvador de Celanova. En las ruinas de una iglesia de padres dominicos en Estambul se encontró el sepulcro conjunto de dos caballeros de la Cámara Real de Ricardo II —sir William Neville y sir John Clanvowe—, quienes murieron en octubre de 1391. El sepulcro tiene un estilo monumental usualmente reservado para las tumbas conjuntas de las parejas casadas (con armas enclavadas), por lo que un autor (Bowers) especula que mantuvieron vínculos homosexuales. El historiador Alan Bray en su libro The Friend insiste que estos sacramentos no tenían connotación sexual, pero, en otro libro llamado Same Sex Unions & The Churches of Europe, Edouard de Santerre expone el punto de vista de que los homosexuales de la época serían los primeros en suscribir a estos sacramentos, ya que era una forma de oficializar sus relaciones e incluso garantizar derechos de herencia.[cita requerida]

#### Período moderno temprano
En la Europa cristiana existen varios casos de mujeres que se disfrazaron de hombres y se casaron con otras mujeres; este es el caso, por ejemplo, del cirujano Eleno de Céspedes (probable transgénero, considerado por la Inquisición como lesbiana), las soldados Catharina Margaretha Linck y Maria van Antwerpen y el médico charlatán Charles Hamilton (inspiración de la heroína de The Female Husband por Henry Fielding). Michel de Montaigne, un filósofo francés del siglo XVI y destacado ensayista, informa haber escuchado una descripción de un tercero de una boda entre personas del mismo sexo que tuvo lugar algunos años antes utilizando las habituales ceremonias matrimoniales tridentinas de la Iglesia católica. Se dice que la ceremonia tuvo lugar unos años antes de 1581, en la basílica de San Giovanni a Porta Latina en Roma y los participantes fueron quemados en la hoguera por el Vaticano. Algunos estudiosos dicen que esto fue simplemente una adelfopoiesis o unión de hermandad.
En 1680, Arabella Hunt se casó con Amy Poulter, quien se disfrazó de hombre en la iglesia parroquial de St. Marylebone en Londres. En 1781, Jens Andersson, asignado mujer al nacer pero autoidentificado como hombre, fue encarcelado y juzgado después de casarse con Anne Kristine Mortensdotter en una iglesia luterana de Noruega. Cuando se le preguntó sobre su género, la respuesta fue «Él cree que pertenece a ambos» (Hand troer at kunde henhøre til begge Deele). En 1834, Anne Lister, apodada «la primera lesbiana moderna», se casó con Ann Walker en la iglesia de la Santísima Trinidad de Goodramgate en York.
Los matrimonios entre personas del mismo sexo existían en el África precolonial. El antropólogo británico Edward Evan Evans-Pritchard informó que los matrimonios transgeneracionales del mismo sexo se practicaban en la tribu de los azande (en lo que ahora es Sudán), entre hombres y niños, considerados verdaderas «esposas»; los hombres compensaban económicamente a la familia del niño, que le ayudaban de vez en cuando como habría hecho con sus suegros, llamaban al niño «mi esposa» y a cambio eran correspondidos como «mi esposo»; si otro hombre tenía una relación con el niño, el esposo engañado podía emprender acusarlo de adulterio. El códice Boxer, fechado en 1590, registra la normalidad y aceptación del matrimonio entre personas del mismo sexo en las culturas nativas de Filipinas antes de la colonización.
Entre los bucaneros y piratas de los siglos XVI y XVII se conocen uniones homosexuales entre hombres, llamadas matelotage, que consistía de una sociedad económica donde la pareja estaría de acuerdo en compartir sus ingresos y heredar la propiedad de su socio en caso de muerte. Un ejemplo muy citado de matelotage como unión romántica más que económica es el de John Swann y Robert Culliford, piratas del océano Índico a finales del siglo XVII. Su mención en los registros británicos representa una de las pocas fuentes escritas de esta práctica. Más allá de la documentación sobre esta relación, Swann era referido como «un gran consorte de Culliford, con quien vive».
Un escritor chino del siglo XVII, Li Yu, da fe de los matrimonios entre personas del mismo sexo en China en su período. Pudo ser un intento de mitificar un sistema de matrimonios masculinos en Fujian atestiguado por el académico-burócrata Shen Defu. En la ceremonia el hombre mayor en la unión desempeñaría el rol masculino como un qixiong o «hermano mayor adoptivo», pagando un «precio de la novia» a la familia del hombre más joven —se decía que los vírgenes obtenían precios más altos—, el cual se convertía en el qidi o «hermano menor adoptivo». Al describir la ceremonia, Li Yu detalló: «No omiten las tres tazas de té o los seis rituales de la boda; es como un matrimonio adecuado con una boda formal».: 127  Luego, el qidi se muda a la casa del qixiong, donde sería completamente dependiente de él. Los padres del qixiong lo tratarían como su yerno y posiblemente incluso les ayudarían a criar a los hijos adoptados por el qixiong. Estos matrimonios podían durar hasta veinte años, antes de que ambos hombres se casaran con mujeres para procrear.: 131–132 

#### Tiempos modernos
El primer matrimonio entre mujeres en España fue el de Marcela Gracia Ibeas y Elisa Sánchez Loriga, quienes se casaron en 1901 en La Coruña, fingiendo ser un hombre la segunda; Elisa se convirtió en Mario y el padre Víctor Cortiella santificó la unión de la pareja. Ambas se conocieron en la Escuela Normal de Maestras de La Coruña; años más tarde se reencontraron cuando ejercían su profesión como maestras. En 1901 Elisa masculinizó su aspecto, inventó un pasado y se convirtió en Mario. El padre Cortiella, párroco de San Jorge, bautizó a Mario y casó a la pareja en la iglesia parroquial de San Jorge en La Coruña. Fueron descubiertas y acabaron huyendo de España. Este matrimonio fue recogido en periódicos y partes de Europa. El sistema judicial trató de buscarlas para castigarlas por su matrimonio, así que ellas huyeron por causa de la homofobia del pueblo y las burlas y terminaron en Argentina. Ahí fue posible que Marcela se volviera a casar después de que Mario falleciera como un «hombre de verdad».
La generalización de un movimiento organizado con objetivo de buscar un reconocimiento legal surge en el siglo XX, especialmente tras la revolución sexual de los años 1960. El matrimonio fue defendido como la suscripción a un contrato jurídico representante de la relación y convivencia de pareja, basada en el afecto y un proyecto de vida en común, cuando la pareja desea comunicar formalmente sus preferencias ante el resto de los miembros de su comunidad, adquiriendo los derechos y deberes pertinentes a la formulación jurídica vigente. Bajo esa interpretación, la unión homosexual estable encaja en la definición de matrimonio en la cual los dos contratantes tienen iguales derechos y deberes.[cita requerida]
En los siglos XX y XXI se han legalizado varios tipos de uniones entre personas del mismo sexo. En 1989, Dinamarca se convirtió en el primer país en reconocer legalmente una relación para parejas del mismo sexo, estableciendo uniones registradas, lo que les dio a quienes tenían relaciones del mismo sexo «la mayoría de los derechos de los heterosexuales casados, pero no el derecho a adoptar u obtener la custodia compartida de un niño». En 2001, los Países Bajos metropolitanos se convirtió en el primer país en establecer el matrimonio entre personas del mismo sexo por ley. Para enero de 2025, el matrimonio entre personas del mismo sexo es legal en veintiún países europeos: Alemania, Andorra, Austria, Bélgica, Dinamarca, Eslovenia, España, Estonia, Finlandia, Francia, Grecia, Islandia, Irlanda, Liechtenstein, Luxemburgo, Malta, los Países Bajos, Noruega, Portugal, el Reino Unido, Suecia y Suiza. El 22 de mayo de 2015 se celebró un referéndum para modificar la Constitución de la República de Irlanda y permitir el matrimonio entre personas del mismo sexo. Se aprobó la propuesta de añadir la siguiente declaración a la carta magna: «El matrimonio puede ser contraído de conformidad con la ley por dos personas sin distinción de a su sexo».
El 22 de octubre de 2009, la asamblea de la Iglesia de Suecia votó enérgicamente a favor de dar su bendición a las parejas homosexuales, incluido el uso del término matrimonio.

Legalización de la actividad sexual entre personas del mismo sexo, uniones civiles y matrimonios igualitarios en Europa desde 1900 hasta 2021.

En el Parlamento Europeo se produjo cierto debate sobre cómo exigir a sus Estados miembro que reconozcan los matrimonios entre personas del mismo sexo celebrados en otros Estados miembro, así como las uniones civiles o uniones registradas de ciudadanos europeos, a fin de garantizar el derecho a la libertad de movimiento de los miembros de la familia de sus ciudadanos. Aunque no reconocen las uniones entre personas del mismo sexo, Bulgaria, Letonia, Lituania y Rumania están obligados por una sentencia del Tribunal de Justicia de la Unión Europea a reconocer los matrimonios entre personas del mismo sexo celebrados dentro de la Unión Europea y los derechos de residencia en el espacio comunitario para las parejas de ciudadanos europeos, aunque esta sentencia no siempre se respeta en la práctica, como en el caso de Rumania, que no la ha implementado. Sin embargo, la corte internacional confirmó que aún dependerá de los Estados miembro si autorizan el matrimonio entre personas del mismo sexo en sus ordenamientos jurídicos.
En 2006, Sudáfrica se convirtió en la primera nación africana en legalizar el matrimonio entre personas del mismo sexo y sigue siendo el único país de ese continente donde es legal. Pese a este aumento en la tolerancia de la comunidad LGBTI en Sudáfrica, en respuesta las «violaciones correctivas» se han vuelto frecuentes, dirigidas principalmente contra mujeres pobres de los townships y que no tienen recursos para enfrentar a estos crímenes debido a la notable falta de presencia policial y los prejuicios que pueden enfrentar por denunciar las agresiones.
En Asia, Israel, Nepal, Tailandia y Taiwán (República de China) reconocen el matrimonio igualitario. En el caso de Nepal, en 2024 el Departamento Nacional de Identificación y Registro Civil del Ministerio del Interior aprobó una orden para que todos los condados inscribieran los matrimonios entre personas del mismo sexo en un registro separado, dado que el Parlamento Federal no ha aprobado ninguna legislación para respaldarlos; por ello, estas inscripciones paralelas no otorgan a las parejas del mismo sexo los derechos legales plenos de un matrimonio, como el de heredar propiedades, obtener subsidios fiscales, tomar decisiones médicas conyugales, adoptar menores, etc. En Israel el matrimonio sólo puede celebrarse bajo los auspicios de la comunidad religiosa a la que pertenecen las parejas, debido a la continuación del antiguo sistema del millet otomano; como resultado, los residentes israelíes a los que no se les permite casarse (comunidades religiosas no reconocidas, parejas interreligiosas, no religiosos, parejas del mismo sexo) debían hacerlo en el extranjero. Por orden judicial, desde 2006 se reconocen los matrimonios entre personas del mismo sexo celebrados en el extranjero. Antes de 2022, los matrimonios celebrados en Israel sólo eran válidos cuando se registraban en uno de los quince tribunales de matrimonios religiosos reconocidos por el Estado, ninguno de los cuales permite el matrimonio igualitario. En consecuencia, las parejas israelíes del mismo sexo que deseaban que el gobierno reconociera sus matrimonios primero tenían que casarse fuera del país en una jurisdicción donde dichos matrimonios fueran legales y luego registrarse al regresar. En julio de 2022, el Tribunal del Distrito Central dictaminó que los matrimonios celebrados en Israel bajo un servicio de matrimonio civil en línea establecido por el estado estadounidense de Utah, así como los matrimonios entre personas del mismo sexo, son legales en Israel, lo que elimina el requisito de que las parejas del mismo sexo abandonen el país para casarse. El fallo fue confirmado en una apelación presentada por el Ministerio del Interior ante la Corte Suprema en marzo de 2023.

### América

#### Tiempos antiguos
En la América precolombina se han reportado uniones de hombres o mujeres con personas dos espíritus en las sociedades indígenas de América del Norte, aunque no existe respaldo escrito o evidencia de matrimonios como tales. En esas uniones un hombre o mujer de la tribu, que de joven demostraba características del género opuesto, asumía las obligaciones de este sexo con todas sus responsabilidades; así, formaba parte de un tercer género (ni hombre ni mujer) y tratado como esposa/esposo por el hombre o la mujer en la tribu que elegía unirse a esa persona en una ceremonia similar a las uniones heterosexuales celebradas en estas sociedades. Según Will Roscoe, los dos espíritus masculino y femenino han sido «documentados en más de 130 tribus de América del Norte, en todas las regiones del continente». Los hombres que se casaban con dos espíritus generalmente también se sentían atraídos por mujeres, mientras que las mujeres asignadas al nacer como dos espíritus solían tener relaciones sexuales o matrimonios solo con mujeres. «En muchas tribus, las personas que entablaban relaciones entre personas del mismo sexo eran consideradas sagradas y tratadas con el mayor respeto y aceptación», según el antropólogo Brian Gilley. Sin embargo, en la mayoría de las tribus una relación entre dos espíritus y no dos espíritus no era vista como heterosexual ni homosexual (en términos modernos), sino más heteronormativa; las parejas de los dos espíritus no se veían a sí mismos como homosexuales y, además, se trazó una línea conceptual clara entre ellos y los dos espíritus.
Los exploradores europeos, especialmente los españoles, informaron en sus relatos de viajes que existían casamientos entre personas del mismo sexo en las culturas amerindias, ya que la homosexualidad estaba estrechamente vinculada con la vida religiosa, como en el caso de los mapuches, zapotecas y guaicurúes. Los conquistadores españoles, horrorizados al descubrir que la «sodomía» se practicaba abiertamente entre los pueblos indígenas de sus colonias, intentaron acabar con ella sometiendo a los berdaches (como los llamaban los españoles) a través de penas graves, como la ejecución pública, la quema y el despedazamiento por perros. Con la expansión de las religiones monoteístas el concepto matrimonial de las uniones entre personas del mismo sexo desapareció entre los pueblos indígenas en el siglo XIX y principios del siglo XX.

#### Tiempos modernos
En los Estados Unidos, durante el siglo XIX, existía el reconocimiento a la unión de dos mujeres que hacían un acuerdo de cohabitación, lo que en ese momento se denominó «matrimonio de Boston»; sin embargo, el público en general en ese momento probablemente no asumió que las actividades sexuales fueran parte de la relación.

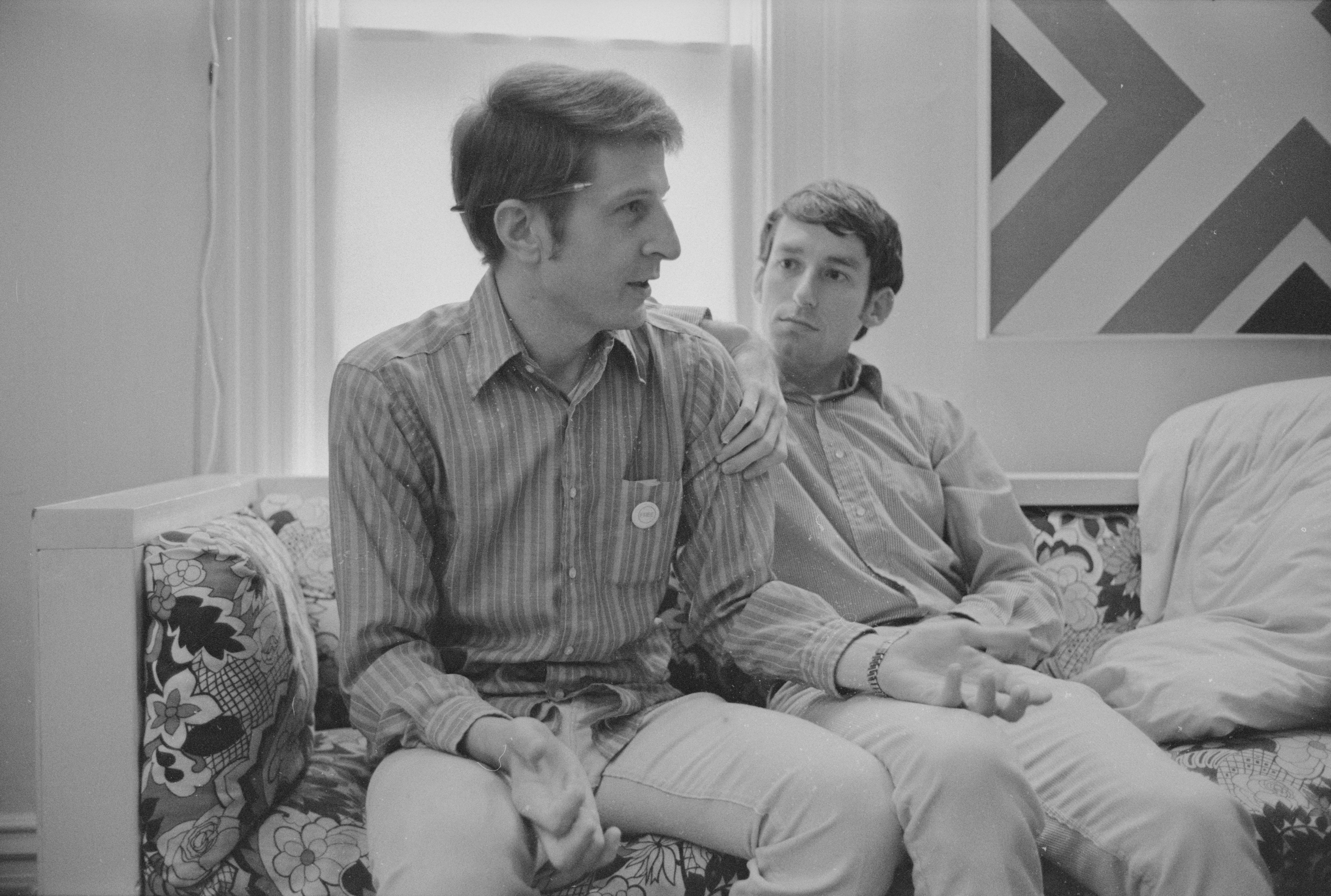
Jack Baker y Michael McConnell en 1970. Son la primera pareja del mismo sexo legalmente casada en la historia de los Estados Unidos.

En 1970, James Michael McConnell, bibliotecario, y Richard John Baker, estudiante de derecho, solicitaron una licencia de matrimonio al secretario del Tribunal de Distrito del condado de Hennepin (Minnesota), Gerald Nelson, quien la negó porque ambos solicitantes eran hombres. Baker demandó a Nelson, insistiendo en que no estaba prohibido, aunque el tribunal de primera instancia desestimó las afirmaciones de la pareja y ordenó al secretario no emitir la licencia. McConnell volvió a aplicar en el condado de Blue Earth, donde pudo recibir una licencia, después de que Baker cambiara su nombre a Pat Lyn McConnell para hacer creer a los funcionarios del condado que eran una pareja de hombre y mujer. McConnell y Baker se casaron en Mineápolis en una ceremonia oficiada por un ministro de la Iglesia Metodista Unida de Hennepin Avenue. Fueron proclamados como la primera pareja registrada del mismo sexo en la historia moderna en casarse legalmente.: 5–33  En octubre de 1971, la Corte Suprema de Minnesota falló que la negativa a emitir una licencia de matrimonio a McConnell y Baker «no viola» la Constitución de los Estados Unidos, dictaminando que las leyes estatales prohíben los matrimonios entre parejas del mismo sexo. Los historiadores argumentaron que la opinión de la corte suprema estatal no se aplicaba, retroactivamente, a McConnell y Baker.: 752  El 10 de octubre de 1972, la Corte Suprema de los Estados Unidos, negándose a escuchar el caso en apelación, emitió una orden de una sola oración que decía: «La apelación se desestima por falta de una cuestión federal sustancial». El matrimonio entre personas del mismo sexo en Minnesota no fue reconocido hasta 2013. El Servicio de Impuestos Internos finalmente reconoció a la pareja hasta 2019, cuando por orden judicial les permitió compartir los beneficios del seguro social.
El reverendo Troy Perry realizó la primera boda pública gay en los Estados Unidos en 1968, que no fue reconocida legalmente, y, en 1970, la Iglesia de la Comunidad Metropolitana presentó la primera demanda en busca del reconocimiento legal de matrimonios entre personas del mismo sexo, sin éxito. En marzo de 2005, dos ministros unitarios universalistas, Kay Greenleaf y Dawn Sangrey, fueron acusados de varios cargos de solemnizar un matrimonio sin licencia en el estado de Nueva York. Fue la primera vez que se presentó una denuncia contra el clero por realizar uniones del mismo sexo en América del Norte, según Human Rights Campaign, un grupo de derechos de los homosexuales con sede en Washington, D. C.
El primer uso de la frase «ceremonia de compromiso» (commitment ceremony), como término alternativo para «boda gay», aparentemente se atribuya al periodista australiano Bill Woods, quien, en 1990, intentó organizar una «ceremonia de compromiso» masiva para el primer desfile del orgullo gay de Hawái. De manera similar, el reverendo Jimmy Creech, de la Primera Iglesia Metodista Unida, realizó su primera «ceremonia de compromiso» de una pareja del mismo sexo en 1990 en Carolina del Norte. En enero de 1987, la reunión mensual de Morningside de la Sociedad Religiosa de los Amigos se convirtió en la primera congregación cuáquera en oficiar un matrimonio entre personas del mismo sexo (usando la palabra matrimonio, en lugar de «ceremonia de compromiso») bajo su jurisdicción el 30 de mayo de 1987 con el matrimonio de Reyson Ame y William McCann. Aunque otras congregaciones celebraron «ceremonias de compromiso», Morningside fue la primera en referirse a la relación como un matrimonio y otorgarle el mismo estatus.
Los historiadores rastrean de diversas formas el comienzo del movimiento moderno en apoyo del matrimonio entre personas del mismo sexo desde alrededor de la década de 1980 hasta la de 1990. Durante la década de 1980 en Estados Unidos, la epidemia de VIH/sida provocó una mayor atención a los aspectos legales de las relaciones entre personas del mismo sexo. En los Estados Unidos, el matrimonio entre personas del mismo sexo se convirtió en una solicitud oficial del movimiento por los derechos de los homosexuales después de la segunda marcha nacional sobre Washington por los derechos de lesbianas y gais en 1987. Andrew Sullivan presentó el primer ensayo a favor del matrimonio igualitario en la revista estadounidense The New Republic en 1989, en el que pedía que se concediera a los homosexuales el derecho a casarse, si bien en su momento recibió críticas de algunos grupos LGBT.
El 26 de junio de 2015, la Corte Suprema de los Estados Unidos falló en Obergefell v. Hodges que el matrimonio es un derecho fundamental y debe extenderse a las parejas del mismo sexo. Antes de esta sentencia, las decisiones de los tribunales inferiores, la legislación estatal y los referendos populares ya habían legalizado el matrimonio entre personas del mismo sexo hasta cierto punto en 38 de los 50 estados de los Estados Unidos, que comprenden aproximadamente el 70 % de la población del país. Los beneficios federales a parejas del mismo sexo legalmente casadas ya se habían extendido en junio de 2013 luego de la sentencia United States v. Windsor. En 2022, el juez asociado Clarence Thomas mencionó a Obergefell como un caso que debería revisarse en consonancia con la doctrina constitucional empleada en Dobbs v. Jackson Women's Health Organization, que anuló la jurisprudencia sobre la que se fundamentan Roe v. Wade (1973) y Planned Parenthood v. Casey (1992), con el argumento de que la protección del aborto no es un derecho «profundamente arraigado» en la Constitución. Para evitar la pérdida del derecho al matrimonio igualitario, la Cámara de Representantes aprobó la Ley de Respeto al Matrimonio que deroga la Ley de Defensa del Matrimonio (declarada inconstitucional o legalmente nula por la Corte Suprema en los fallos Windsor y Obergefell) y protege tanto los matrimonios entre personas del mismo sexo como los interraciales. En julio de ese año el proyecto de ley fue aprobado por la Cámara de Representantes y en diciembre por el Senado. La ley no legaliza el matrimonio igualitario en los Estados Unidos, sino que reconoce a nivel federal la validez de todos los matrimonios, incluidos los de personas del mismo sexo, y que ningún gobierno o legislación estatal podrá desconocer o prohibir una unión legal realizada en otro con arreglo a sus leyes.
El 20 de julio de 2005, Canadá se convirtió en el cuarto país del mundo y el primero del continente americano en legalizar el matrimonio entre personas del mismo sexo en todo el país por medio de la promulgación de la Ley de Matrimonio Civil, que proporcionó una definición neutra de matrimonio en cuanto al género. Los fallos judiciales, a partir de 2003, ya habían legalizado el matrimonio entre personas del mismo sexo en ocho de las diez provincias y uno de los tres territorios, cuyos residentes comprendían aproximadamente el 90 % de la población del Canadá. Antes de la aprobación de la ley, más de 3000 parejas del mismo sexo ya se habían casado en esas áreas. La mayoría de los beneficios legales comúnmente asociados con el matrimonio se han extendido a las parejas del mismo sexo que cohabitan desde 1999.

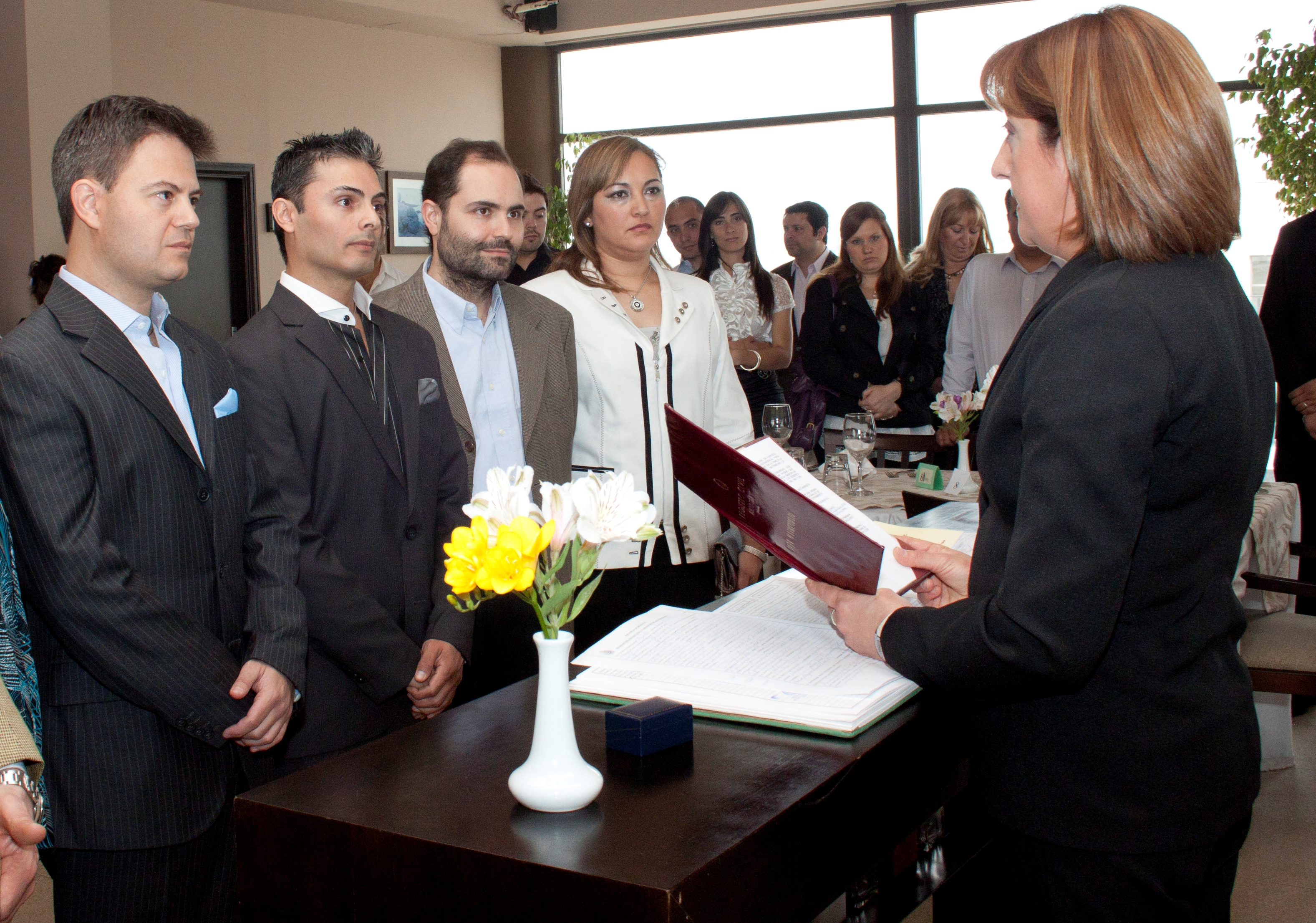
Casamiento del cantante argentino Carlos Morell. Argentina se convirtió en 2010 en el primer país latinoamericano en legalizar el matrimonio igualitario.

En diciembre de 2022, los matrimonios entre personas del mismo sexo son legales en Argentina, Brasil, Canadá, Chile, Costa Rica, Colombia, Cuba, Ecuador, Estados Unidos, México y Uruguay. El proceso de aprobación en México inició en la Ciudad de México en diciembre de 2009 y finalizó en Tamaulipas en octubre de 2022, así como el reconocimiento a nivel federal por mandato de la Tesis jurisprudencial 43/2015 (10a.) de la Primera Sala de la Suprema Corte de Justicia de la Nación. El 25 de septiembre de 2022 se celebró un referéndum para sustituir el Código de las Familias cubano y habilitar el matrimonio igualitario, así como las uniones civiles, la adopción homoparental y la «gestación solidaria» (subrogación sin fines de lucro), entre otros derechos reconocidos. Entre los Estados no independientes, el matrimonio entre personas del mismo sexo también es legal en Groenlandia, los territorios británicos de ultramar de Islas Malvinas e Islas Georgias del Sur y Sandwich del Sur, los territorios franceses de ultramar (Guadalupe, Martinica, San Bartolomé, Guayana Francesa, San Martín y San Pedro y Miquelón) y el Caribe Neerlandés, Aruba y Curazao, mientras que los matrimonios celebrados en los Países Bajos son reconocidos por orden judicial en San Martín. En Bolivia se celebran «uniones libres» desde 2023, que difieren del matrimonio en el nombre, ya que otorgan los mismos derechos y responsabilidades que el matrimonio igualitario; el Tribunal Constitucional Plurinacional boliviano exhortó «a la Asamblea Legislativa Plurinacional a que adecúe la norma interna que regula los derechos de personas LGBTI a los estándares de protección establecidos en los instrumentos internacionales sobre derechos humanos ratificados por el Estado».

## Reconocimiento

### Cronología de legalización a nivel nacional
| N.º                                                                                        | País                        | Método efectivo | Entrada en vigencia      |
| ------------------------------------------------------------------------------------------ | --------------------------- | --- | ------------------------ |
| 1                                                                                          | Países Bajos                | Aprobado por la Cámara de Representantes y el Senado y promulgado por la jefa de Estado                                                                       | 1 de abril de 2001       |
| 2                                                                                          | Bélgica                     | Aprobado por la Cámara de Representantes y el Senado y promulgado por el jefe de Estado                                                                       | 1 de junio de 2003       |
| 3                                                                                          | España                      | Aprobado por el Congreso de los Diputados, tras superar el veto del Senado, y promulgado por el jefe de Estado                                                | 3 de julio de 2005       |
| 4                                                                                          | Canadá                      | Aprobado por la Cámara de los Comunes y el Senado y promulgado por una delegada de la representante de la Corona                                              | 20 de julio de 2005      |
| 5                                                                                          | Sudáfrica                   | Reconocido por el Tribunal Constitucional, aprobado por la Asamblea Nacional y el Consejo Nacional de las Provincias y promulgado por la vicejefa de Estado   | 30 de noviembre de 2006  |
| 6                                                                                          | Noruega                     | Aprobado por el Parlamento y promulgado por el jefe de Estado                                                                                                 | 1 de enero de 2009       |
| 7                                                                                          | Suecia                      | Aprobado y promulgado por el Parlamento | 1 de mayo de 2009        |
| 8                                                                                          | Portugal                    | Aprobado por la Asamblea de la República y promulgado por el jefe de Estado                                                                                   | 5 de junio de 2010       |
| 9                                                                                          | Islandia                    | Aprobado por el Parlamento y promulgado por el jefe de Estado                                                                                                 | 27 de junio de 2010      |
| 10                                                                                         | Argentina                   | Aprobado por la Cámara de Diputados y el Senado y promulgado por la jefa de Estado                                                                            | 15 de julio de 2010      |
| 11                                                                                         | Dinamarca                   | Aprobado por el Parlamento y promulgado por la jefa de Estado                                                                                                 | 15 de junio de 2012      |
| 12                                                                                         | Brasil                      | Reconocido por el Consejo Nacional de Justicia del Supremo Tribunal Federal                                                                                   | 16 de mayo de 2013       |
| 13                                                                                         | Francia                     | Aprobado por la Asamblea Nacional y el Senado y promulgado por el jefe de Estado                                                                              | 18 de mayo de 2013       |
| 14                                                                                         | Uruguay                     | Aprobado por la Cámara de Representantes y la Cámara de Senadores y promulgado por el jefe de Estado                                                          | 5 de agosto de 2013      |
| 15                                                                                         | Nueva Zelanda               | Aprobado por la Cámara de Representantes y promulgado por el representante de la Corona                                                                       | 19 de agosto de 2013     |
| 16                                                                                         | Luxemburgo                  | Aprobado por la Cámara de Diputados y promulgado por el jefe de Estado                                                                                        | 1 de enero de 2015       |
| 17                                                                                         | Estados Unidos              | Reconocido por la Corte Suprema | 26 de junio de 2015      |
| 18                                                                                         | Irlanda                     | Decidido en referéndum (62.07 %), aprobado por la Asamblea y el Senado y promulgado por la Comisión Presidencial en ausencia del jefe de Estado               | 16 de noviembre de 2015  |
| 19                                                                                         | Colombia                    | Reconocido por la Corte Constitucional | 28 de abril de 2016      |
| 20                                                                                         | Finlandia                   | Aprobado por el Parlamento y promulgado por el jefe de Estado                                                                                                 | 1 de marzo de 2017       |
| 21                                                                                         | Malta                       | Aprobado por el Cámara de Representantes y promulgado por la jefa de Estado                                                                                   | 1 de septiembre de 2017  |
| 22                                                                                         | Alemania                    | Aprobado por el Parlamento Federal y el Consejo Federal y promulgado por el jefe de Estado                                                                    | 1 de octubre de 2017     |
| 23                                                                                         | Australia                   | Aprobado por la Cámara de Representantes y el Senado y promulgado por el representante de la Corona                                                           | 9 de diciembre de 2017   |
| 24                                                                                         | Austria                     | Reconocido por el Tribunal Constitucional | 1 de enero de 2019       |
| 25                                                                                         | República de China (Taiwán) | Reconocido por el Tribunal Constitucional, aprobado por el Parlamento y promulgado por la jefa de Estado                                                      | 24 de mayo de 2019       |
| 26                                                                                         | Ecuador                     | Reconocido por la Corte Constitucional | 8 de julio de 2019       |
| 27                                                                                         | Reino Unido                 | Aprobado por la Cámara de los Comunes y la Cámara de los Lores (sobre tres naciones constituyentes) y el Parlamento Escocés y promulgado de la jefa de Estado | 13 de enero de 2020      |
| 28                                                                                         | Costa Rica                  | Reconocido por la Sala Constitucional de la Corte Suprema de Justicia                                                                                         | 26 de mayo de 2020       |
| 29                                                                                         | Chile                       | Aprobado por la Cámara de Diputados y el Senado y promulgado por el jefe de Estado                                                                            | 10 de marzo de 2022      |
| 30                                                                                         | Suiza                       | Aprobado por el Consejo Nacional y el Consejo de los Estados y ratificado en referéndum (64.10 %)                                                             | 1 de julio de 2022       |
| 31                                                                                         | Eslovenia                   | Reconocido por el Tribunal Constitucional, aprobado por la Asamblea Nacional, tras superar el veto del Consejo Nacional, y promulgado por el jefe de Estado   | 9 de julio de 2022       |
| 32                                                                                         | Cuba                        | Aprobado por la Asamblea Nacional, ratificado en referéndum (66.87 %) y promulgado por el jefe de Estado                                                      | 27 de septiembre de 2022 |
| 33                                                                                         | México                      | Las entidades federativas modificaron sus leyes por distintos métodos                                                                                         | 31 de diciembre de 2022  |
| 34                                                                                         | Andorra                     | Aprobado por el Consejo General y promulgado por uno de los jefes de Estado                                                                                   | 17 de febrero de 2023    |
| 35                                                                                         | Estonia                     | Aprobado por el Parlamento y promulgado por el jefe de Estado                                                                                                 | 1 de enero de 2024       |
| 36                                                                                         | Grecia                      | Aprobado por el Consejo de los Helenos y promulgado por la jefa de Estado                                                                                     | 16 de febrero de 2024    |
| 37                                                                                         | Nepal                       | Reconocido provisoriamente por la Corte Suprema y habilitado por orden ministerial                                                                            | 24 de abril de 2024      |
| 38                                                                                         | Liechtenstein               | Aprobado por el Parlamento y promulgado por el jefe de Estado                                                                                                 | 1 de enero de 2025       |
| 39                                                                                         | Tailandia                   | Aprobado por la Cámara de Representantes y el Senado y promulgado por el jefe de Estado                                                                       | 23 de enero de 2025      |
| 1. 2. 3. 4. 5. 6. 7. 8. 9. 10. 11. 12. 13. 14. 15. 16. 17. 18. 19. 20. 21. 22. 23. 24. 25. |                             | |                          |

### Fallos de tribunales internacionales

#### Tribunal Europeo de Derechos Humanos
A lo largo de los años, el Tribunal Europeo de Derechos Humanos (TEDH) ha recibido casos que cuestionan la falta de reconocimiento legal de las parejas del mismo sexo en ciertos Estados miembro del Consejo de Europa, aunque ha sostenido que, si bien la Convención Europea de Derechos Humanos (CEDH) requiere que estos proporcionen reconocimiento legal, no hay obligación para que el matrimonio sea habilitado a parejas del mismo sexo en su ámbito de aplicación. En Schalk and Kopf v Austria (24 de junio de 2010), el TEDH falló que la CEDH no obliga a los Estados miembro a legislar o reconocer legalmente los matrimonios entre personas del mismo sexo. Sin embargo, esta corte internacional, por primera vez, admitió las relaciones entre personas del mismo sexo como una forma de «vida familiar». Se trataba de un caso un caso que involucraba a una pareja austríaca del mismo sexo a la que se le negó el derecho a contraer matrimonio. El TEDH determinó, por 4 votos contra 3, que sus derechos humanos no habían sido violados. Además declaró que las uniones entre personas del mismo sexo no están protegidas por el artículo 12 de la CEDH («Derecho a contraer matrimonio»), que protege exclusivamente el derecho a contraer matrimonio de las parejas del sexo opuesto (sin importar si el sexo de la pareja es resultado del nacimiento o del cambio de sexo), pero están protegidos por el artículo 8 («Derecho al respeto de la vida privada y familiar») y art. 14 del CEDH («Prohibición de la discriminación»); tampoco los Estados no están obligados a permitir el matrimonio entre personas del mismo sexo.
En Vallianatos and Others v Greece (7 de noviembre de 2013), el TEDH sostuvo que la exclusión de las parejas del mismo sexo del registro de una unión civil —una forma legal de unión disponible para las parejas del sexo opuesto— viola la Convención. Grecia había promulgado una ley en 2008 que establecía uniones civiles solo para parejas del sexo opuesto, pero una nueva ley de 2015 amplió los derechos de asociación a parejas del mismo sexo. Oliari and Others v Italy (21 de julio de 2015) fue más allá y estableció una obligación positiva para los Estados miembro otorgaran reconocimiento legal a las parejas del mismo sexo. Italia violó así la Convención y finalmente implementó las uniones civiles en 2016. La decisión sentó un precedente para posibles casos futuros con respecto a los Estados miembro, ciertos territorios británicos y neerlandeses y Estados con reconocimiento limitado (excepto Kosovo), que actualmente no reconocen el derecho a la vida familiar de las parejas del mismo sexo. Chapin and Charpentier v France (9 de junio de 2016) reafirmó en gran medida a Schalk and Kopf v Austria, sosteniendo que negar el acceso al matrimonio a una pareja del mismo sexo no viola la Convención. En el momento de la sentencia, Francia ya permitía el matrimonio entre personas del mismo sexo, aunque el caso se había originado en 2004, cuando solo el pacto civil de solidaridad (pacs) estaba disponible para las parejas del mismo sexo en Francia. La sentencia de Chapin and Charpentier v France fue utilizada por algunos grupos anti-LGBT para esparcir la fake news «el TEDH declaró por unanimidad que el matrimonio gay no es un derecho».
El artículo 12 del Convenio Europeo de Derechos Humanos (1950) establece que: «A partir de la edad núbil, el hombre y la mujer tienen derecho a casarse y a fundar una familia según las leyes nacionales que rijan el ejercicio de este derecho», sin limitar el matrimonio a aquellos en una relación heterosexual. Sin embargo, el TEDH declaró en Schalk and Kopf v Austria que esta disposición tenía por objeto limitar el matrimonio a las relaciones heterosexuales, ya que utilizaba los términos «el hombre y la mujer» en lugar de «todos» o «cualquiera».
En 2021, el tribunal dictaminó en Fedotova and Others v Russia, seguido de sentencias posteriores relativas a otros Estados miembros, que los países deben proporcionar algún tipo de reconocimiento legal a las parejas del mismo sexo, aunque no necesariamente el matrimonio.

#### Tribunal de Justicia de la Unión Europea

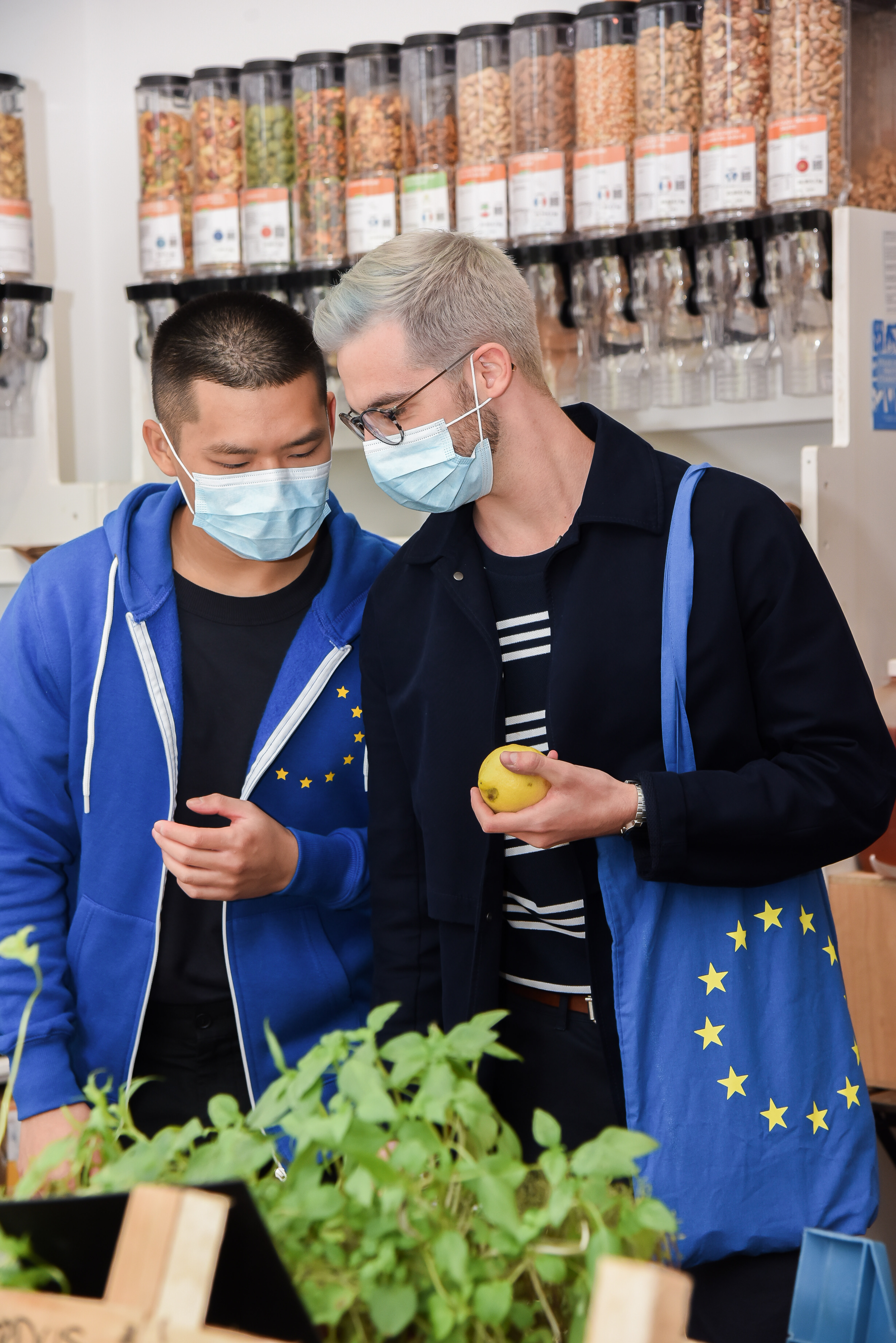
Una pareja gay de compras en Bruselas. En 2018, el Tribunal de Justicia de la Unión Europea sentenció que los Estados miembro que no reconocen las uniones LGBTI no pueden negar los derechos de residencia de las parejas del mismo sexo, si al menos uno de ellos es ciudadano europeo y si el matrimonio está legalmente registrado en otro Estado miembro.

El 5 de junio de 2018, el Tribunal de Justicia de la Unión Europea dictaminó, en un caso de Rumania, que, en las condiciones específicas de la pareja en cuestión, los casados del mismo sexo tienen los mismos derechos de residencia que otras parejas casadas en un país de la Unión Europea, incluso si ese país no permite o reconoce el matrimonio entre personas del mismo sexo. Sin embargo, el fallo no se implementó en Rumania y el 14 de septiembre de 2021 el Parlamento Europeo aprobó una resolución pidiendo a la Comisión Europea que garantice que el fallo se respete en toda la UE.

#### Corte Interamericana de Derechos Humanos

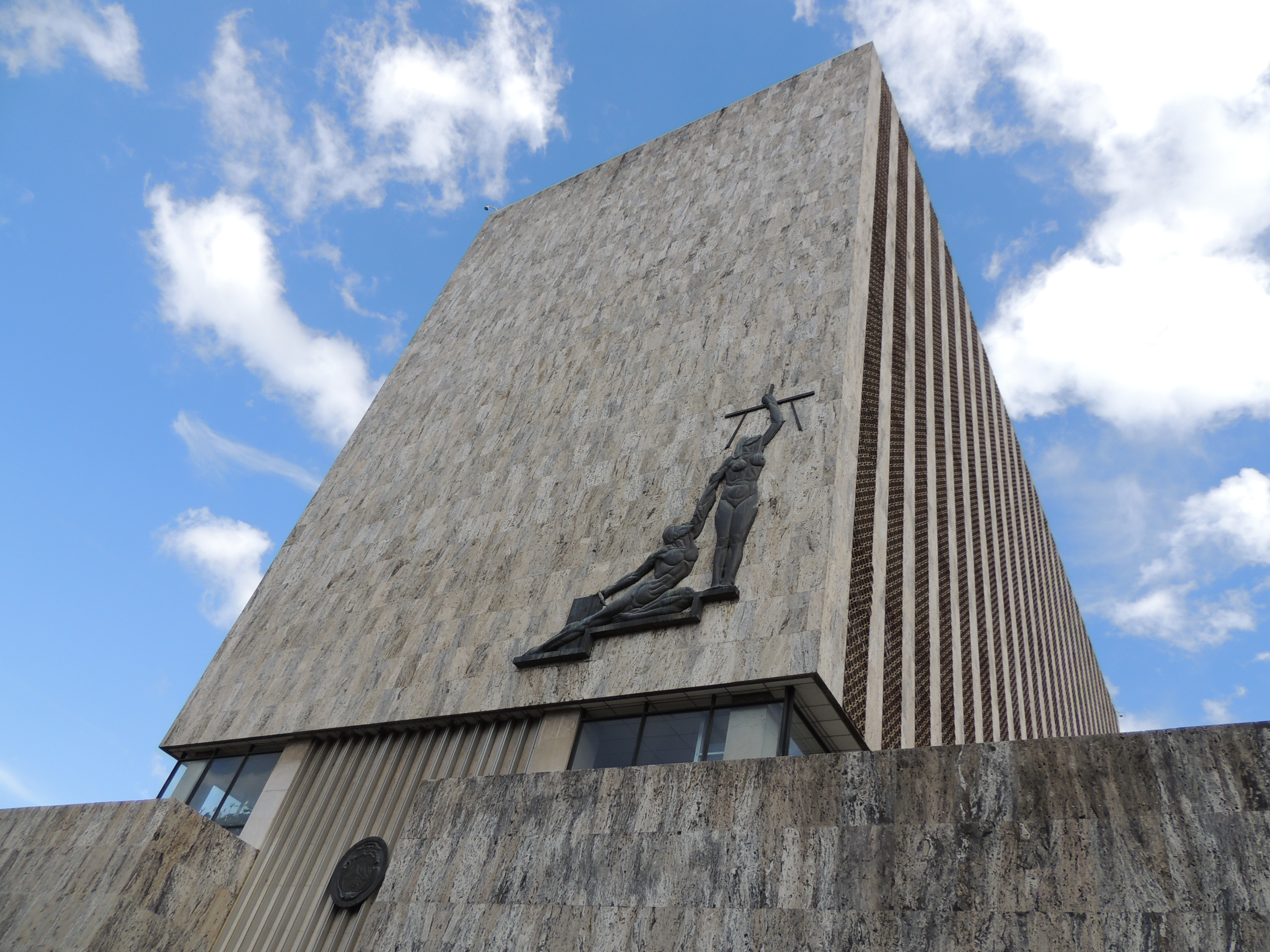
En 2018, la Sala Constitucional de la Corte Suprema de Justicia de Costa Rica adoptó las interpretaciones de la Opinión consultiva 24/17 de la Corte Interamericana de Derechos Humanos, lo que habilitó el matrimonio igualitario en el país en 2020. Fue el primer país americano en hacerlo; le siguió Ecuador en 2019.

El 11 de enero de 2018, una opinión consultiva de la Corte Interamericana de Derechos Humanos (CIDH), solicitada por la República de Costa Rica, dictaminó que los artículos 2, 11.2, 17 y 24 de la Convención Americana sobre Derechos Humanos (Pacto de San José) reconocen el matrimonio entre personas del mismo sexo como un derecho humano. Según la opinión de este tribunal internacional, los Estados parte del Pacto de San José deben garantizar el acceso de las parejas homosexuales a las figuras ya existentes, incluyendo el matrimonio: 

El Estado debe reconocer y garantizar todos los derechos que se derivan de un vínculo familiar entre personas del mismo sexo de conformidad con lo establecido en los artículos 11.2 y 17.1 de la Convención Americana [...] De acuerdo a los artículos 1.1, 2, 11.2, 17 y 24 de la Convención es necesario que los Estados garanticen el acceso a todas las figuras ya existentes en los ordenamientos jurídicos internos, incluyendo el derecho al matrimonio, para asegurar la protección de todos los derechos de las familias conformadas por parejas del mismo sexo, sin discriminación con respecto a las que están constituidas por parejas heterosexuales [...]

Reconociendo la dificultad de aprobar leyes de este tipo en países donde existe una fuerte oposición al matrimonio igualitario, la CIDH recomendó que los Gobiernos aprueben decretos temporales hasta que se promulgue una nueva legislación. También concluyó que era inadmisible y discriminatorio que para las parejas del mismo sexo se estableciera una disposición legal separada (como uniones civiles) en lugar del matrimonio.
Aunque de carácter no vinculante, la resolución puede servir de base jurídica en los demás Estados parte del Pacto de San José: Barbados, Bolivia, Chile, Costa Rica, Ecuador, El Salvador, Guatemala, Haití, Honduras, México, Nicaragua, Panamá, Paraguay, Perú, la República Dominicana (aunque la adhesión de este país fue derogada en 2014) y Surinam. Si bien Argentina, Brasil, Colombia y Uruguay también se encuentran bajo la jurisdicción de este tribunal internacional, ya habían aprobado el matrimonio igualitario antes de que se diese el fallo. Hasta 2021, solamente Costa Rica (2018) y Ecuador (2019) han reconocido la competencia contenciosa de la CIDH y han ampliado el derecho de matrimonio a las parejas del mismo sexo.

#### Comité Judicial del Consejo Privado
El 14 de marzo de 2022, el Comité Judicial del Consejo Privado, que sirve como tribunal de apelación de última instancia en algunos territorios británicos, países de la Mancomunidad de Naciones y organismos del Reino Unido, publicó su sentencia sobre tres casos de apelación de Bermudas e Islas Caimán en las que se impugaban decisiones judiciales definitivas de sus respectivas jurisdicciones:
- En el caso bermudeño,[194] se dictaminó que una ley aprobada por el Parlamento de Bermudas en 2018, que prohíbe el matrimonio igualitario en el territorio de ultramar, es constitucional. Anteriormente, la Corte Suprema de Bermudas había sentenciado que la sección 53 de la Ley de Emparejamiento Doméstico (Domestic Partnership Act) de 2018, que había surgido como respuesta al fallido referéndum de 2016 y que permite a las parejas del mismo sexo formar parejas de hecho, pero les niega el matrimonio, viola la libertad de conciencia en la Constitución y ordenó la suspensión de la prohibición, habilitando el acceso igualitario al matrimonio en dos ocasiones,[195] pero el Gobierno recurrió al Tribunal de Apelaciones, que desestimó su reclamo en 2019.[192] Sin embargo, en opinión del Comité Judicial, la Constitución de Bermudas no exige que el Estado reconozca los matrimonios entre personas del mismo sexo. Por otro lado, en el fallo los magistrados de este alto tribunal reconocen que el trasfondo histórico del matrimonio es «uno de estigmatización, denigración y victimización de las personas homosexuales y que la restricción del matrimonio a parejas del sexo opuesto puede crear entre las personas homosexuales una sensación de exclusión y estigma», pero que «los instrumentos internacionales y las constituciones de otros países no pueden usarse para interpretar (en la Constitución de Bermudas) el derecho al reconocimiento legal del matrimonio entre personas del mismo sexo».[191] Bermudas se convierte en el primer y único caso donde el matrimonio igualitario es legalizado y después abolido;[196] los matrimonios concertados antes del fallo seguirán siendo válidos en virtud de una enmienda aprobada el 21 de julio de 2022 a la Ley de Emparejamiento Doméstico.[197]
- En el caso caimanés,[198] el alto tribunal resolvió que no existía el derecho al matrimonio entre personas del mismo sexo en la Constitución y que se trata de un «asunto de elección» de la Asamblea Legislativa si desea aprobarlo en el futuro. La apelación se había producido después de que el Gobierno negara a dos mujeres un certificado de matrimonio en 2018. La pareja presentó una demanda y en 2019 el Gran Tribunal de las Islas Caimán falló a su favor, pero dicha sentencia fue anulada por el Tribunal de Apelaciones ya que la Constitución de las Islas Caimán prohíbe explícitamente el matrimonio entre personas del mismo sexo, por lo que el caso escaló hasta el Comité Judicial. Aunque la Justicia ordenó otorgar a la pareja un estatus equivalente al de matrimonio, el Gobierno rehusó aplicar la decisión de la instancia local.[191][193]

En los argumentos generales del fallo, los magistrados indicaron: «No se impone ninguna restricción al culto, la enseñanza, la práctica y la observancia de los demandantes que manifiesten su creencia en la validez del matrimonio entre personas del mismo sexo. La protección de una “práctica” no se extiende al requisito de que el Estado otorgue reconocimiento legal a un matrimonio celebrado de conformidad con esa práctica». Además, la exclusión de las parejas del mismo sexo de la institución del matrimonio no era atribuible, como habían argumentado los demandantes, a sus creencias sino a que eran del mismo sexo. En su voto disidente, lord Philip Sales dijo que los argumentos del fiscal general no valoraron al texto constitucional como un instrumento legal «que contiene una protección general para la libertad de conciencia y el derecho a manifestar las propias creencias conscientes para vivir según esas creencias (sujeto a un poder por parte del Estado para interferir con ese derecho cuando esté justificado por razones sociales, cuyo alegato está ausente en este caso)». Según el common law, los fallos del Comité Judicial pueden considerarse precedentes en los territorios y países que lo reconocen como tribunal de apelación de última instancia.
El 6 de julio de 2022 se presentó un proyecto de ley en la Cámara de los Lores del Reino Unido para permitir el matrimonio igualitario en los territorios de ultramar donde sigue siendo ilegal (Anguila, Bermudas, Islas Caimán, Montserrat, Islas Turcas y Caicos e Islas Vírgenes Británicas). Las disposiciones facultarían a los gobernadores locales para introducir cambios legales que habiliten las uniones conyugales de parejas del mismo sexo, introducirían la igualdad de derechos entre parejas del mismo sexo y de diferente sexo y protegerían a las personas y organizaciones religiosas de ser obligadas a celebrar matrimonios religiosos del mismo sexo.

### Organizaciones internacionales
Las condiciones de empleo del personal de organizaciones internacionales (no comerciales) en la mayoría de los casos no se rigen por las leyes del país donde se encuentran ubicadas sus oficinas. Los acuerdos con el país anfitrión salvaguardan la imparcialidad de estas organizaciones.
A pesar de su relativa independencia, pocas organizaciones reconocen las parejas del mismo sexo sin condiciones. Las agencias de las Naciones Unidas reconocen los matrimonios entre personas del mismo sexo si el país de ciudadanía de los empleados en cuestión lo admite. En algunos casos, estas organizaciones ofrecen una selección limitada de beneficios que normalmente se brindan a las parejas casadas mixtas a las parejas de hecho o uniones registradas de su personal, pero incluso las personas con unión civil mixta reconocida en su país de origen no se les garantiza el pleno reconocimiento de esta relación en todas las organizaciones. Sin embargo, el Banco Mundial reconoce las uniones registradas.

### Otras disposiciones

#### Uniones civiles

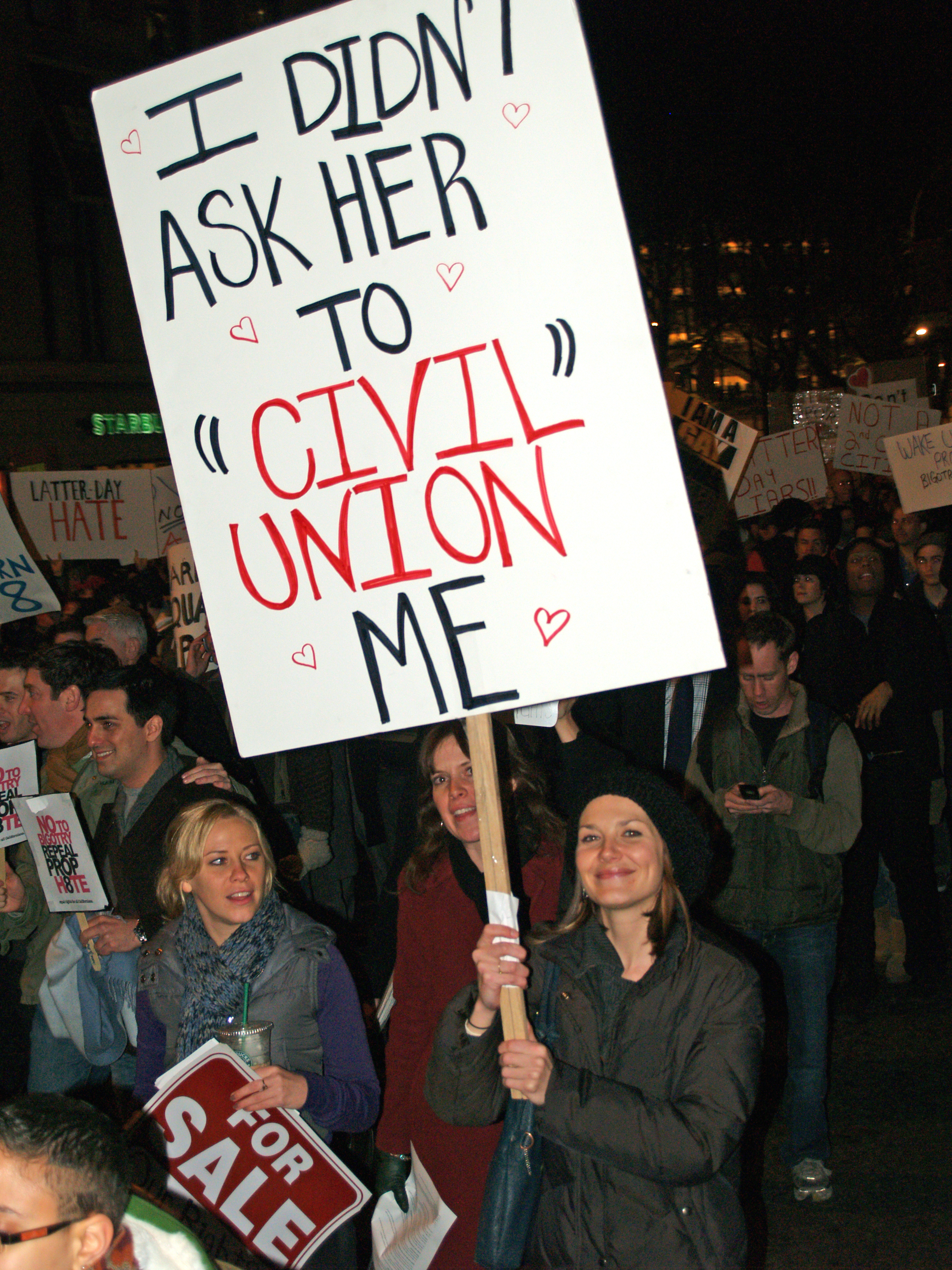
Muchos defensores, como esta manifestante contra la Proposición 8 de California de 2008, rechazan la noción de uniones civiles y las describen como inferiores al reconocimiento legal del matrimonio igualitario.

Los estatus de unión civil, sociedad de convidencia, pareja de hecho, pareja registrada o no registrada y cohabitación no registrada ofrecen diversos beneficios legales del matrimonio. Los países que tienen una forma alternativa de reconocimiento legal diferente al matrimonio son: Bolivia, Croacia, Chipre, Grecia, Hungría, Italia, Letonia, Liechtenstein, Mónaco, Montenegro, República Checa y San Marino, además de los territorios dependientes de Aruba (Países Bajos) y Bermudas e Islas Caimán (Reino Unido). Polonia y Eslovaquia ofrecen derechos más limitados. A nivel subnacional, varias ciudades y condados de Camboya y Japón ofrecen a las parejas del mismo sexo distintos niveles de beneficios, que incluyen derechos de visita en el hospital y otros.
Además, diecisiete países que han reconocido legalmente el matrimonio igualitario tienen una forma alternativa de reconocimiento para parejas del mismo sexo, generalmente disponible también para parejas heterosexuales: Andorra, Argentina, Australia, Austria, Bélgica, Brasil, Chile, Colombia, Ecuador, Eslovenia, España, Francia, Luxemburgo, Malta, Países Bajos, Portugal, Sudáfrica, Reino Unido y Uruguay.
También están disponibles en partes de los Estados Unidos (Arizona, California, Colorado, Hawái, Illinois, Nueva Jersey, Nevada y Oregón), México y Canadá.

#### Matrimonio no sexual entre personas del mismo sexo
En Kenia, el matrimonio entre mujeres del mismo sexo se practica entre los gĩkũyũ, nandi, kamba, kipsigis y, en menor medida, los pueblos vecinos. Aproximadamente entre el 5 y el 10 % de las mujeres están en este tipo de casamiento. Sin embargo, esto no se ve como homosexual, sino que es una forma de que las familias sin hijos varones mantengan su herencia dentro de la familia.
Entre los igbo y probablemente otros pueblos del sur de Nigeria, existen circunstancias en las que un matrimonio entre mujeres se considera apropiado, como cuando una no tiene hijos y su esposo muere, haciendo que ella tome una esposa para perpetuar su herencia y linaje familiar.

### Prohibición constitucional

Prohibición de uniones entre personas del mismo sexo por país o territorio

En respuesta a la expansión internacional del matrimonio entre personas del mismo sexo, varios países han promulgado prohibiciones constitucionales «preventivas», siendo las más recientes Georgia en 2018 y Rusia en 2020. En otros países, se han adoptado constituciones que tienen una redacción que especifica que el matrimonio es entre un hombre y una mujer, aunque, especialmente con las constituciones más antiguas, no se redactaron necesariamente con la intención de prohibir el matrimonio igualitario. Hasta julio de 2020, 35 Estados independientes (incluyendo Artsaj) y 3 dependientes han aprobado enmiendas que prohíben explícitamente el reconocimiento legal del matrimonio entre personas del mismo sexo, limitando este tipo de unión a un hombre y una mujer.
Desde 2014, Nigeria tipifica como delito todas las formas de unión entre personas del mismo sexo luego de la aprobación de Ley de Prohibición del Matrimonio del Mismo Sexo (Same Sex Marriage (Prohibition) Bill, 2011).

## Estudios
El consenso académico mayoritario apunta a que la homosexualidad es una manifestación normal y natural de la sexualidad humana, que la orientación sexual no se puede elegir y que los hijos parejas del mismo sexo pueden recibir una crianza igual o incluso mejor que los hijos de parejas del sexo opuesto. Esto con base en resultados de investigaciones entre 1998-2015 de la Universidad de Virginia, la Universidad Estatal de Míchigan, la Universidad Estatal de Florida, la Universidad de Ámsterdam, el Instituto Psiquiátrico del Estado de Nueva York, la Universidad Stanford, la Universidad de California en San Francisco, la Universidad de California en Los Ángeles, la Universidad Tufts, el Centro Médico de Boston, el Comité de Aspectos Psicosociales de la Salud Infantil y Familiar e investigadores independientes. En 2004 la Asociación Estadounidense de Antropología afirmó:

Los resultados de más de un siglo de investigación antropológica sobre los hogares, las relaciones de parentesco, y las familias, en todas las culturas y en todas las épocas, no acreditan la idea de que la civilización o los órdenes sociales viables dependen del matrimonio como una institución exclusivamente heterosexual. Al contrario, la investigación antropológica apoya la conclusión de que una amplia gama de tipos de familia, incluyendo a las familias construidas entre parejas del mismo sexo, puede contribuir a las sociedades estables y humanas.

Sin embargo, algunos investigadores cuestionan el carácter definitivo de la evidencia y otros señalan que, si bien la investigación ha encontrado que las familias encabezadas por (al menos) dos padres del mismo sexo son generalmente mejores para sus hijos, hace falta abordar los casos de familias de más de dos padres del mismo sexo, como en algunas familias reconstituidas colaborativas, familias intergeneracionales y acuerdos de crianza compartida entre mujeres lesbianas y hombres gais.

### Crianza

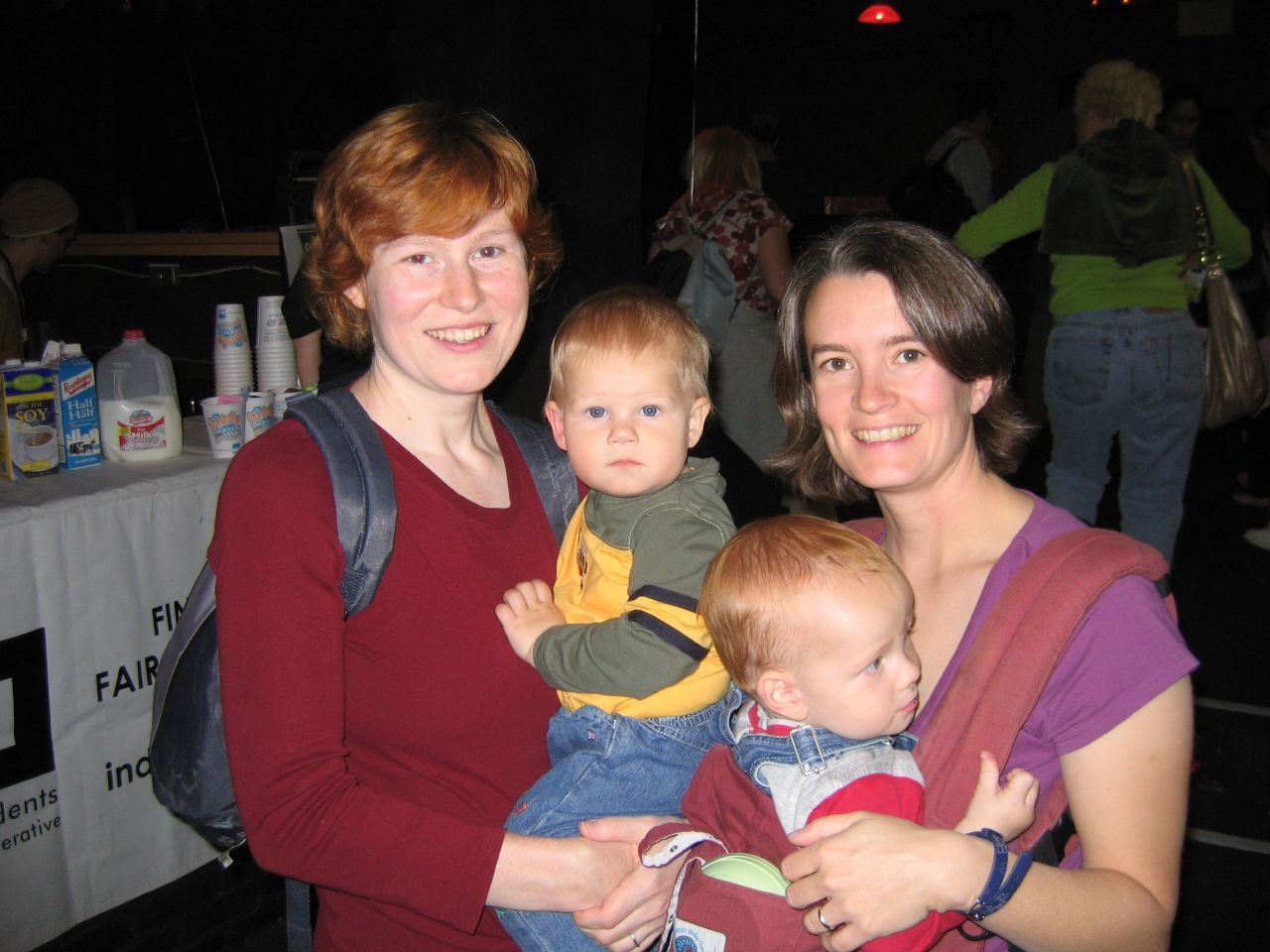
Pareja de lesbianas con sus hijos.

Las organizaciones profesionales de psicólogos han llegado a la conclusión de que los niños pueden beneficiarse del bienestar que resulta cuando la relación de sus padres es reconocida y apoyada por las instituciones de la sociedad, por ejemplo, a través del matrimonio civil. Por ejemplo, la Asociación Canadiense de Psicología (CPA) declaró en 2006: 

Los estudios (incluyendo aquellos en los que los opositores al matrimonio de parejas del mismo sexo parece que dependen) indican que el bienestar financiero , físico y psicológico de los padres se ve reforzada por el matrimonio y que los niños se benefician de ser criado por dos padres dentro una unión legalmente reconocida. Como ya afirmó en 2003 la CPA, los factores de estrés que se puedan encontrar entre los padres gays y lesbianas y sus hijos son más que probables el resultado de la forma en que la sociedad los trata que deficiencias en su aptitud como padres. La CPA reconoce y aprecia que las personas y las instituciones tienen derecho a sus opiniones y posiciones sobre esta cuestión. Sin embargo, a la CPA le preocupa que algunos están desvirtuando los resultados de investigaciones psicológicas para apoyar sus posiciones, cuando estas, en realidad, se basan en otros sistemas de creencias o valores. La CPA afirma que los niños se benefician del bienestar que se produce cuando se reconoce la relación de sus padres y del apoyo de las instituciones de la sociedad.

La CPA ha declarado que el estrés que enfrentan los padres gais y madres lesbianas y sus hijos es más probable que sea el resultado de la forma en que la sociedad los trata que de cualquier deficiencia en la aptitud para ser padres o madres.
La Academia Estadounidense de Pediatría concluyó en un análisis publicado en Pediatrics en 2006 que:

Hay numerosas pruebas que demuestran que los niños criados por padres del mismo sexo evolucionan tan bien como aquellos criados por padres heterosexuales. Más de 25 años de investigación documentan que no existe una relación entre la orientación sexual de los padres y cualquier medida de adaptación emocional, psicosocial y conductual del niño. Estos datos han demostrado que no hay riesgo para los niños, que resulte de haber crecido en una familia con uno o más padres gay. Adultos conscientes y con disposición hacia la crianza, ya sean hombres o mujeres, heterosexuales u homosexuales, pueden ser excelentes padres. Los derechos, beneficios y protecciones del matrimonio civil pueden fortalecer aún más a estas familias.

### Salud

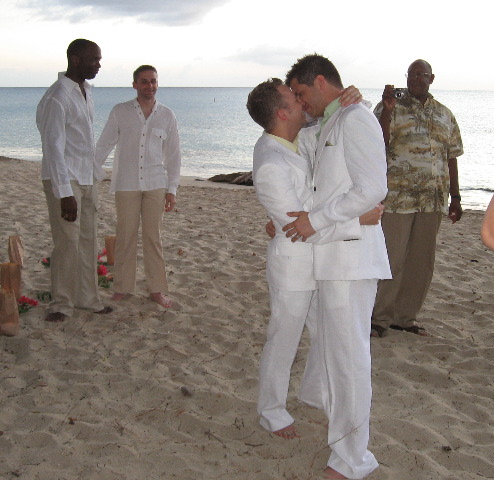
Ceremonia de un matrimonio entre dos hombres celebrada en una playa de Estados Unidos en junio de 2006.

Los datos de estudios psicológicos y de otras ciencias sociales hasta 2006 sobre el matrimonio homosexual en comparación con el matrimonio heterosexual indican que las relaciones entre personas del mismo sexo y de distinto sexo no difieren en sus dimensiones psicosociales esenciales, que la orientación sexual de los padres no está relacionada con su capacidad para proporcionar un entorno familiar saludable y acogedor y que el matrimonio otorga importantes beneficios psicológicos, sociales y de salud. Es probable que los padres y cuidadores del mismo sexo y sus hijos se beneficien de numerosas formas del reconocimiento legal de sus familias y que proporcionar dicho reconocimiento mediante el matrimonio otorgará mayores beneficios que las uniones civiles o las parejas de hecho. Diversos estudios psicológicos han mostrado que los mensajes negativos sobre el matrimonio igualitario en los medios de comunicación crean un ambiente dañino para la población LGBTI que puede afectar a su salud mental y su bienestar. Investigaciones en los Estados Unidos han correlacionado la legalización del matrimonio entre personas del mismo sexo con tasas más bajas de infección por VIH, trastornos psiquiátricos 
y tasas de suicidio en la población LGBT joven.
La Asociación Estadounidense de Psicología declaró en 2004: «La negación del acceso al matrimonio a parejas del mismo sexo puede dañar especialmente a las personas que también sufren discriminación por motivos de edad, raza, etnia, discapacidad, género e identidad de género, religión, nivel socioeconómico, etc.». También que a las parejas del mismo sexo que solo pueden optar a una unión civil, a diferencia de un matrimonio, «se les niega el acceso igualitario a todos los beneficios, derechos y privilegios previstos por la ley federal a las parejas casadas», lo que tiene efectos adversos sobre el bienestar de las parejas del mismo sexo. Ese año, la Asociación Estadounidense de Sociología manifestó que: «... una enmienda constitucional que defina el matrimonio como entre un hombre y una mujer discrimina intencionalmente a las lesbianas y los gais, y a sus hijos y otras personas dependientes, negándoles el acceso a las protecciones, beneficios y responsabilidades que gozan automáticamente las parejas casadas ... Creemos que la justificación oficial de la propuesta de enmienda constitucional se basa en prejuicios más que en la investigación empírica ... la Asociación Estadounidense de Sociología se opone firmemente a la propuesta de que una enmienda constitucional defina el matrimonio como exclusivo a un hombre y una mujer.». Asimismo, en un comunicado amicus curiae presentado en la Corte Suprema de California en 2007, la Asociación Estadounidense de Psicología, la Asociación Estadounidense de Psiquiatría y la Asociación Nacional de Trabajadores Sociales identificaron la orientación sexual como «no simplemente una característica personal que pueda definirse aisladamente [...] más bien, [...] define el universo de personas con las que es probable que encuentre relaciones satisfactorias y satisfactorias»:

La homosexualidad no es ni un trastorno ni una enfermedad, sino una variante normal de la orientación sexual humana. La inmensa mayoría de gais y lesbianas viven vidas felices, sanas, bien adaptadas y productivas. Muchos gais y lesbianas mantienen relaciones permanentes con personas del mismo sexo. En términos psicológicos esenciales, estas relaciones son el equivalente de las relaciones heterosexuales. La institución del matrimonio permite a los individuos un rango de beneficios que tienen un impacto favorable en su bienestar físico y mental. Un gran número de niños están siendo criados actualmente por lesbianas y gais, tanto en parejas del mismo sexo como madres y padres solteros. La investigación empírica ha mostrado de manera consistente que los progenitores homosexuales no se diferencian de los heterosexuales en cuanto a habilidades parentales, y que sus hijos no muestran ningún déficit comparados con hijos criados por progenitores heterosexuales. Las políticas estatales que vetan el matrimonio entre personas del mismo sexo se basan exclusivamente en la orientación sexual. Como tales, son tanto una consecuencia del estigma históricamente asociado a la homosexualidad, como una manifestación estructural de ese estigma. De permitir casarse a las parejas del mismo sexo, el Tribunal Supremo terminaría con el estigma anti-gay impuesto por el estado de California a través de su veto al derecho a casarse de estas parejas. Adicionalmente, permitir que se casaran les daría acceso al apoyo social que facilita y refuerza los matrimonios heterosexuales, con todos los beneficios psicológicos y físicos asociados con dicho apoyo. Además, si sus progenitores pueden casarse, los hijos de las parejas del mismo sexo se beneficiarán no solo de la estabilidad legal y otros beneficios familiares que proporciona el matrimonio, sino también de la eliminación de la estigmatización patrocinada por el estado de sus familias. No hay base científica para distinguir entre parejas del mismo sexo y parejas de distinto sexo con respecto a sus derechos legales, obligaciones, beneficios, y deberes otorgados por el matrimonio civil.

## Controversia
La discusión sobre el matrimonio entre personas del mismo sexo incluye un debate basado en puntos de vista sociales y las reglas de la mayoría, convicciones religiosas, argumentos económicos, preocupaciones relacionadas con la salud y una variedad de otros temas.
Los opositores del matrimonio entre personas del mismo sexo dicen que, si bien beneficia a las parejas que participan en ellos y a los niños bajo su cuidado, estas uniones deberían tener un nombre distinto al de matrimonio apelando a cuestiones «etimológicas», mientras que otros sostienen que el matrimonio igualitario socava el derecho de los niños a ser criados por una madre y un padre, porque para ellos los menores reciben un mejor cuidado por parejas del sexo opuesto. Algunas voces más extremistas califican toda expresión LGBTI como «antinatural» y «anormal» (invocando a su vez el argumento procreativo) y que el reconocimiento de las uniones entre personas del mismo sexo impulsaría la homosexualidad en la sociedad. Por otro lado, los partidarios del matrimonio entre personas del mismo sexo dicen que prohibirlo vulnera el derecho fundamental de igualdad ante la ley y que los gobiernos no deberían regular las relaciones personales, mientras que otros razonan que los matrimonios igualitarios proporcionan beneficios sociales a las parejas del mismo sexo y que su legalización ayudaría a reducir la estigmatización, los prejuicios y la discriminación contra estas parejas.

### Argumentos generales
En la actualidad, el debate sobre la legalidad y los alcances del matrimonio entre personas del mismo sexo es uno de los más agitados y dinámicos del mundo occidental.
Los opositores a la reforma de las leyes opinan que la unión de un hombre y de una mujer es la única definición de matrimonio (argumento semántico), en tanto que dicen que es la base para la procreación (argumento procreativo). Arguyen que esta definición ha existido durante siglos y que es una institución preexiste al Estado (argumento tradicionalista) y corresponde a su esencia, distinguiéndola del resto de pactos de protección mutua con carácter indefinido. Alegan que alterar los fundamentos del matrimonio basándose en casos límites equivale a convertir la excepción a la regla (v. g., la esterilidad, aunque los homosexuales no son estériles, ya que pueden tener hijos propios mediante la inseminación artificial o un vientre de alquiler); mientras que equiparar las uniones heterosexuales y las homosexuales en cuanto a su fundamento sentimental y amoroso (subjetivo) permitiría luego extender la institucionalización estatal del matrimonio a cualquier otro tipo de relación de pareja (tal como ya se hizo con los matrimonios interraciales o interreligiosos), invocando el argumento infundado de que se «allanaría el camino para la poligamia, el incesto», «matrimonio de niños, matrimonios convenidos o bodas masivas de parejas que se celebran en la secta moon» (no permitidos en ningún país que ha legalizado el matrimonio igualitario ni son parte de la agenda política pro-LGBTI). El límite, por tanto, se halla desde el punto de vista del argumento iusnaturalista en un principio de orden natural.
Los sectores que apoyan el matrimonio entre personas del mismo sexo rechazan los argumentos anteriores y sostienen que no existen razones suficientes que justifiquen privar de la protección que brindan el sistema jurídico o el aparato estatal a los matrimonios igualitarios sin incurrir en una forma de discriminación; esto es, una diferenciación injustificada. Rechazan el argumento semántico —porque dicen que constituye una falacia etimológica por su circularidad o tautología—, el argumento procreativo —por su parcialidad, ya que las leyes que prohíben el matrimonio igualitario no se aplican a parejas heterosexuales que no quieren tener hijos, ni a las personas estériles ni a los ancianos— y el argumento tradicionalista —por su desconexión con los principios sociales y éticos admitidos—, indicando que la reforma sobre el matrimonio para incluir los derechos de los homosexuales es una cuestión de igualdad ante la ley. El filósofo Javier Ugarte sostiene que la única tradición que sostiene actualmente la discriminación es la religiosa, puesto que todas las ideologías políticas parten del principio de igualdad ante la ley; además, impedir el acceso al matrimonio de cualquier persona supone abrir una brecha entre los derechos que posee como nacional de un Estado (que son todos) y sus derechos ciudadanos (que en ese caso se verían reducidos). Posiblemente por esa distorsión, una considerable parte de la sociedad occidental opina que es necesario que se permita casar a los gais y lesbianas, de modo que tengan los mismos derechos que las parejas heterosexuales.[cita requerida] La idea de que el matrimonio entre personas del mismo sexo es un privilegio al tratarse de realidades diferentes es refutado por los que argumentan que en jurisprudencia la simple diferencia no es válida si no se demuestra que esta es relevante para ameritar un trato jurídico diferente, ya que todos los seres humanos son iguales o diferentes a los demás en alguna dimensión.
Generalmente, el matrimonio otorga muchos derechos que las parejas de hecho no reciben, incluso cuando esta institución de las parejas de hecho figura regulada por el ordenamiento jurídico positivo. Depedendiendo del país, esta diferencia de derechos abarca materias tales como inmigración, seguridad social, impuestos, herencia y la adopción de niños. Además, separar a las parejas en dos tipos de instituciones (una para las uniones de distinto sexo —matrimonio— y otra para las uniones del mismo sexo —parejas de hecho—) se considera, por quienes defienden la institución del matrimonio igualitario, discriminatoria, ya que estiman que está en línea con el general rechazo que provoca la doctrina jurídica separate but equal, que en el pasado justificó la segregación racial. Por ende, quienes apoyan el matrimonio entre personas del mismo sexo atribuyen el rechazo a este a la homofobia, especialmente por parte de la Iglesia católica y otros credos cristianos, o al heterosexismo, estableciendo comparaciones entre las prohibiciones al matrimonio entre personas del mismo sexo y las antiguas restricciones al matrimonio interracial. Por otro lado, en los debates en torno al establecimiento del matrimonio igualitario, algunos de sus oponentes reclaman la defensa de un «modelo familiar ideal» pero rechazan la homofobia. Por el contrario, otros creen que de hecho se trata de la visión de la homosexualidad en el sentido amplio y de las personas LGBTI que plantean las protestas de la oposición.

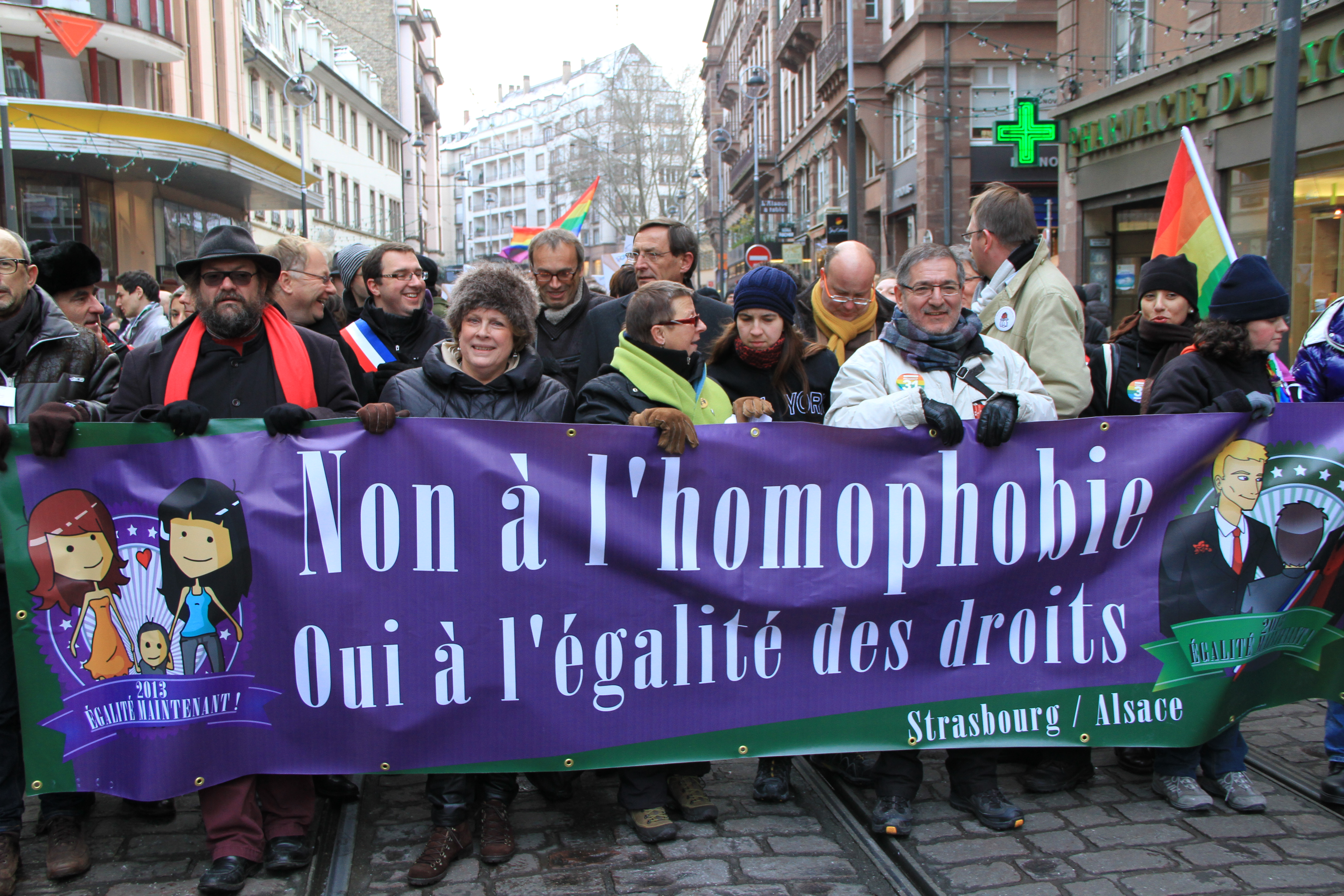
Manifestación en Estrasburgo contra la homofobia y a favor del matrimonio igualitario en Francia

A partir de la década de 1980, el movimiento LGBTI comenzó a avanzar hacia un enfoque, en ocasiones calificado de integracionista, en el que el llamado a la «liberación homosexual» y el fin del «heteropatriarcado» dio paso a reclamos más concretos de reconocimiento de los derechos civiles y la igualdad ante el derecho de pareja, aunque, según los opositores, la Declaración Universal de Derechos Humanos solo habla de igualdad entre las personas y que el principio de igualdad ante la ley exige que solo se traten de la misma forma las situaciones que son equivalentes. El deseo de matrimonio de hombres y mujeres se basa, por tanto, en el valor de la igualdad sobre el que se basan las sociedades democráticas. A partir de allí, se ha observado cierta normalización de la homosexualidad en el discurso político a finales del siglo XX, pasando de la «desviación» a un comportamiento simplemente descrito como «diferente» en las sociedades democráticas. La evolución de las demandas del movimiento LGBTI tampoco es unánime, denunciando algunos de sus miembros el «conformismo burgués» del matrimonio, en contraposición al carácter «sulfuroso» de ciertos sectores homosexuales. Además, algunas voces dentro del movimiento han propuesto la derogación de la forma actual matrimonio en su totalidad.
La Oficina del Alto Comisionado de las Naciones Unidas para los Derechos Humanos considera que el matrimonio es un derecho que asiste a todas las personas con independencia de su orientación sexual. Diversas organizaciones de defensa de los derechos humanos trabajan para ver reconocido este derecho. Este apoyo se basa en el argumento de la igualdad ante la ley de todos los ciudadanos, así como en los problemas de salud física y mental que puede acarrear a las parejas del mismo sexo la prohibición del acceso al matrimonio. Además, el reconocimiento de los matrimonios igualitarios permite la normalización de las relaciones LGBTI.

### Competencia legislativa o judicial
Existen diferentes posiciones con respecto a la forma en que se debe introducir el matrimonio igualitario en las jurisdicciones democráticas. Una posición de «reglas de la mayoría» (democracia directa) sostiene que el matrimonio entre personas del mismo sexo es válido, nulo o ilegal en función de la opción escogida por mayoría simple de votantes (a través de referéndums) o de sus representantes electos (en el Legislativo).
Por el contrario, el enfoque de derechos civiles sostiene que, tras examinar detenidamente ambos lados de la controversia, la institución puede crearse válidamente a través del dictamen de un poder judicial imparcial en ejercicio de sus deberes constitucionales, al determinar si el derecho a contraer matrimonio independientemente del sexo/género de los participantes está garantizado por la legislación en derechos humanos local o internacional.

### Vida familiar
La literatura científica indica que el bienestar financiero, psicológico y físico de los padres/madres mejora con el matrimonio y que los niños se benefician de ser criados por dos padres/madres dentro de una unión legalmente reconocida, ya sea una unión entre personas del mismo sexo o del sexo distinto. La investigación científica ha sido generalmente consistente en demostrar que los padres gais y mujeres lesbianas son tan aptos y capaces como los padres heterosexuales y que sus hijos son psicológicamente sanos y están tan bien adaptados como los niños criados por padres heterosexuales. Según revisiones de la literatura científica, no existe evidencia de lo contrario.
Como resultado, las asociaciones científicas profesionales han abogado para que el matrimonio igualitario sea reconocido legalmente, porque favorecerá a los hijos de padres/madres o cuidadores del mismo sexo. Judith Stacey, catedrática de la Universidad de Nueva York, señala que: «En escasas ocasiones existe un consenso tan amplio en cualquier área de las ciencias sociales como en el caso de las familias con progenitores gais, por lo que la Academia Estadounidense de Pediatría y todas las grandes organizaciones profesionales con experiencia en el bienestar de los menores han emitido informes y resoluciones apoyando los derechos de gais y lesbianas como progenitores». La Asociación Canadiense de Psicología ha mostrado su preocupación sobre el hecho de que algunas personas e instituciones estén tergiversando los hallazgos de la investigación psicológica para apoyar sus posturas, más basadas en otros sistemas de creencias o valores.

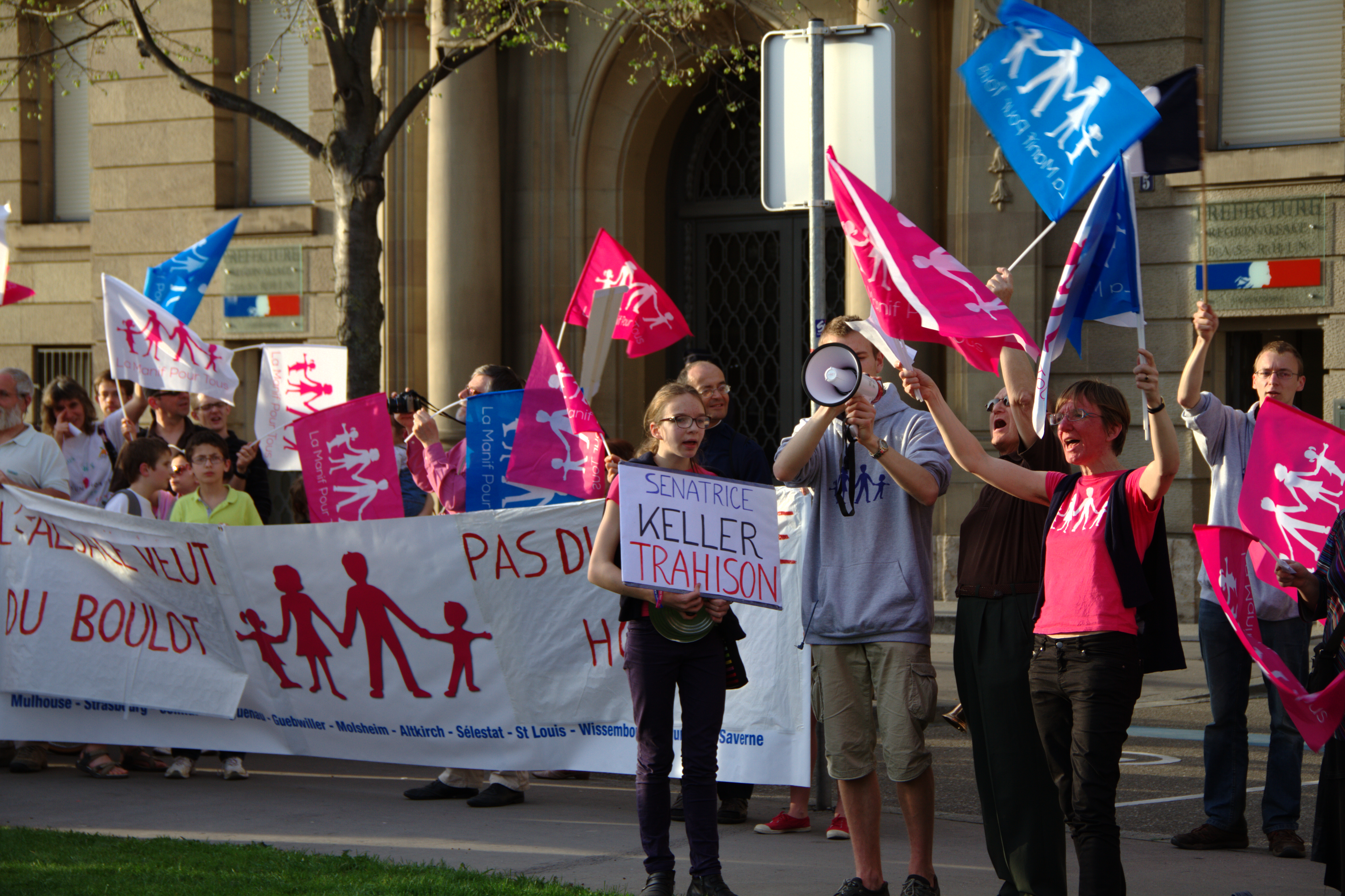
Protesta «en defensa de la familia» contra el matrimonio entre personas del mismo sexo en Estrasburgo.

Los que se oponen al matrimonio entre personas del mismo sexo señalan que los niños están mejor con un padre y una madre y que por tanto el Estado debería alentar el modelo de «familia tradicional», otorgándole un estatus especial. Dicen que los niños deberían tener derecho a ser criados por un padre y una madre y que el gobierno no debe apoyar un matrimonio que no puede ofrecer eso. Maggie Gallagher, oponente del matrimonio igualitario, señala que la institución conyugal es una forma de alentar la monogamia y el compromiso de aquellos que pueden crear hijos a través de su unión sexual. Algunos grupos argumentan que los niños criados por progenitores homosexuales desarrollarán también preferencias homosexuales o bisexuales o que tendrán más probabilidades de tener una relación del mismo sexo en la madurez.
Por otro lado, quienes apoyan el matrimonio igualitario señalan que, al expandir el matrimonio a las personas LGBT, el Estado de hecho protege los derechos de todas las parejas casadas y, si los tienen, de sus hijos, sin discriminaciones, sin afectar en absoluto los derechos de las parejas casadas de distinto sexo y sus hijos, biológicos o adoptados. El activista gay Jonathan Rauch ha argumentado que el matrimonio es bueno para todos los hombres, independientemente de que sean heterosexuales u homosexuales, ya que implicarse en sus roles sociales reduce la agresividad masculina y la promiscuidad.

#### Adopción de menores
Los Estados que permiten el matrimonio igualitario también permiten la adopción conjunta de niños por personas del mismo sexo, con las excepciones de Ecuador y un tercio de las entidades federativas mexicanas, aunque tales restricciones han sido declaradas inconstitucionales en México. Además, Bolivia, Croacia e Israel, que no reconocen el matrimonio entre personas del mismo sexo, permiten la adopción conjunta por parte de parejas del mismo sexo. Algunos Estados no reconocen el matrimonio entre personas del mismo sexo pero permiten la adopción de hijastros por parte de parejas en uniones civiles, a saber, la República Checa y San Marino. En 2010, más de 16 000 parejas del mismo sexo estaban criando aproximadamente 22 000 niños adoptados en los Estados Unidos, lo que representa el 4 % de todos los niños adoptados en ese país.

#### Gestación subrogada y fertilizaciónin vitro
En comparación con las parejas heterosexuales, las parejas del mismo sexo tienen una mayor necesidad de adopción o tecnología de reproducción asistida para convertirse en padres o madres. Las parejas de lesbianas suelen utilizar la inseminación artificial para lograr el embarazo y la fertilización recíproca in vitro (donde una mujer proporciona el óvulo y la otra gesta al feto) se está volviendo más popular en la década de 2020, aunque muchas parejas no pueden permitírselo. La subrogación  es una opción para las parejas de hombres homosexuales con más poder adquisitivo, pero el costo es prohibitivo. Otras parejas del mismo sexo adoptan niños o crían a niños de relaciones anteriores entre sexos opuestos. La legalidad de estos acuerdos está sujeta a controversias en muchas jurisdicciones, que van desde la prohibición total hasta distintos grados de accesibilidad, con o sin subsidios o ayudas sociales.

### Matrimonio de personas transgénero e intersexuales
El estatus legal del matrimonio igualitario puede tener implicaciones para los vínculos conyugales en los que una o ambas partes son transgénero, dependiendo de cómo se defina el término sexo en las leyes. Debido a tecnicismos, las personas transgénero e intersexuales posiblemente tengan prohibido casarse con parejas del sexo «opuesto» o solo tengan permitido casarse con parejas del «mismo» sexo. En aquellas jurisdicciones donde los matrimonios se definen sin distinción de un requisito de un hombre y una mujer no ocurren estos problemas. Además, en las jurisdicciones reconocen un cambio legal y oficial de género el hombre o la mujer transgénero podrá casarse conforme con la identidad de género adoptada.
En el Reino Unido, el Tribunal Europeo de Derechos Humanos resolvió en Goodwin v UK and I v UK (11 de julio de 2002) que no existe justificación para impedir que los transexuales disfruten del derecho a casarse. En Bellinger v Bellinger (10 de abril de 2003), los tribunales ingleses sostuvieron que el no reconocimiento del cambio de género a efectos del matrimonio en el artículo 11(c) de la Ley de Causas Matrimoniales (Matrimonial Causes Act) de 1973 era incompatible con el derecho al respeto de la vida privada (art. 8) y el derecho a contraer matrimonio (art. 12) del Convenio Europeo para la Protección de los Derechos Humanos y de las Libertades Fundamentales. No obstante, la Cámara de los Lores no consideró que las cuestiones planteadas en el caso fueran adecuadas para ser determinadas en los tribunales y dejó el asunto en manos del Parlamento, que en 2004 promulgó la Ley de Reconocimiento de Género (Gender Recognition Act), coincidiendo con la mayoría de los Estados europeos que permiten el matrimonio en el rol adoptivo de género y estipulando que una persona que ha vivido en el género elegido durante al menos dos años reciba un certificado de reconocimiento que hace oficial su nuevo estatus. Debido a que en el Reino Unido los matrimonios eran hasta hace poco solo para parejas de diferente sexo y las uniones civiles son solo para parejas del mismo sexo, una persona tenía que disolver su unión civil antes de obtener un certificado de reconocimiento;[cita requerida] esto lo mismo se aplicaba anteriormente a los matrimonios en Inglaterra y Gales y lo sigue siengo en otros territorios. Estas personas son entonces libres de optar o volver a formar una unión civil o matrimonios de acuerdo con su identidad de género recientemente reconocida. En Austria, una disposición similar que exigía a las personas transexuales que se divorciaran antes de que se corrigiera su etiqueta de sexo legal fue declarada inconstitucional en 2006.
En Quebec, antes de la legalización del matrimonio igualitario, solamente los solteros podían solicitar un cambio legal de género; esta restricción fue eliminada con la nueva ley. En Suecia también existía una disposición similar que incluía la esterilización, pero se eliminó gradualmente en 2013. En los Estados Unidos, los matrimonios transgénero e intersexuales estaban sujetos a obstáculos legales. Dado que los gobiernos estatales deciden las definiciones y la aplicación del matrimonio, estas restricciones varían de un estado a otro, ya que algunos de ellos prohíben los cambios legales de género.

### Divorcio
Entre las principales críticas de los opositores del matrimonio del mismo sexo están que las parejas LGBTI suelen ser más «inestables», que cambian «con más frecuencia de relación» o que «no tienen fidelidad sexual», porque dicen que «una relación homosexual “estable” está destinada al fracaso, lo cual es algo intrínseco a la dinámica del deseo homosexual». No obstante, los resultados de un estudio de 2011 muestran que la tasa de divorcio de parejas del mismo sexo en los Estados Unidos es del 2 % anual, lo mismo que las parejas del sexo opuesto. Por su parte, algunas investigaciones han revelado que las relaciones comprometidas entre mujeres no duran tanto como entre hombres e indican que las parejas de hombres tienen menos probabilidades de romper que las heterosexuales; sobre los motivos que conducen al divorcio de lesbianas, los académicos sugieren que podrían deberse a que ellas tienen estándares más altos en temas como recibir atención, compartir las tareas o los gastos y porque las mujeres tienden a ser más exigentes en sus relaciones de pareja independientemente de su orientación sexual, esto último citando análisis sobre causas de divorcio entre parejas heterosexuales. En 2021, veinte años después de que se legalizara el matrimonio igualitario en los Países Bajos, la Agencia Central de Estadísticas informó que, para ese año, más de 28 000 parejas del mismo sexo se habían casado en el país, de las que 4500 (16 %) se habían separado o divorciado. Asimismo, afirmaron que las parejas de mujeres tenían más probabilidades de divorciarse (alrededor del 26 %), mientras que las parejas heterosexuales tienen un 16 % y las parejas de hombres un 14 %.
En los países federales o con territorios autónomos donde el matrimonio igualitario no está legalizado a nivel nacional sino en algunas de sus entidades subnacionales o naciones constitutivas, pueden existir problemas legales para los divorciados que regularizan su situación tras un cambio de residencia. En los Estados Unidos, antes del caso Obergefell v. Hodges, las parejas en matrimonios igualitarios solo podían divorciarse en jurisdicciones que reconocían sus uniones, con algunas excepciones.
Tras la disolución de un matrimonio entre personas del mismo sexo, quedan pendientes cuestiones legales en cuanto a los derechos de los cónyuges a la custodia legal de los hijos biológicos, las cuales pueden o no tener solución directa dependiendo del país o, si es un Estado federal, de la entidad subnacional. Las políticas de custodia infantil incluyen varias pautas que determinan con quién vivirá el hijo o hija después del divorcio, cómo se repartirá el tiempo en situaciones de custodia compartida y los derechos de visita. La pauta de custodia que se aplica con más frecuencia es el principio de interés superior del menor, que tiene en cuenta las preferencias de los progenitores y las del menor de edad, las interacciones entre padres e hijos, la adaptación de los menores y la salud mental y física de todos los miembros de la familia. La aplicación de este principio ha estado rodeada de polémica, especialmente en situaciones donde el aplicador de justicia observa la orientación sexual de uno de los progenitores como causal para negarle la custodia, lo que es considerado «discriminación e injerencia arbitraria en la vida privada» por la Corte Interamericana de Derechos Humanos.

### Terminología
Los términos «matrimonio entre personas del mismo sexo» o «matrimonio igualitario» son preferidos entre los partidarios frente a los de «matrimonio gay» o «matrimonio homosexual». En estos últimos, los bisexuales pueden verse excluidos. Sin embargo, ninguno de estos términos se utiliza legalmente, ya que en los ordenamientos en que se permite, simplemente se elimina la diferencia de sexo como requisito el matrimonio y se omite la referencia al sexo de los futuros contrayentes, y de quienes lo contraen, utilizando expresiones neutras como cónyuge; no se dictan leyes nuevas con esta denominación concreta.[actualizar] En algunos países se utiliza la expresión «matrimonio para todos», como es en el caso de Francia, Suiza, Alemania, Austria, etc., término considerado «inapropiado» por la socióloga conservadora Nathalie Heinich, incluso «falaz» por el director de la revista jesuita francesa Études, Pierre de Charentenay, quien asegura que la institución del matrimonio no está realmente habilitada «para todos» en su país, ya que está prohibida en determinados casos, en particular para menores y miembros de una misma familia.
Los antropólogos han luchado por determinar una definición de matrimonio que comprenda los puntos en común de esta construcción social en las culturas de todo el mundo. Muchas definiciones propuestas han sido criticadas por no reconocer la existencia del matrimonio entre personas del mismo sexo en algunas culturas, incluso en más de treinta grupos étnicos africanos, como los kĩkũyũ y los nuer.
A raíz de que varios países están revisando sus leyes de matrimonio para reconocer a las parejas del mismo sexo en el siglo XXI, los principales diccionarios han revisado sus definiciones de la palabra matrimonio para eliminar especificaciones de género o complementarlas con acepciones secundarias para incluir un lenguaje neutro en cuanto al género o de reconocimiento explícito de las uniones entre personas del mismo sexo. Por ejemplo, el Oxford English Dictionary enmendó su definición de matrimonio en 2000 y el Diccionario de la lengua española añadió una acepción sobre el matrimonio igualitario en 2012, aunque esta fue criticada por organizaciones pro-LGBTI por incluir en el texto «"según algunas legislaciones", ya que defienden que el concepto es el mismo independientemente de las leyes y que "es un matiz que no se especifica en el caso del matrimonio entre hombre y mujer"».
En 2017, la Fundación del Español Urgente (Fundéu) publicó una entrada que recomendaba «matrimonio homosexual [...] una expresión más precisa que matrimonio igualitario para referirse a los enlaces entre personas del mismo sexo». Citando el Diccionario de la lengua española, argumentaron que el adjetivo igualitario «significa ‘que entraña igualdad o tiende a ella’ y ‘que propugna la igualdad social’. De estas definiciones no se desprende que esa igualdad esté por fuerza relacionada con el sexo de los contrayentes». Asimismo, aseguraron que matrimonio igualitario «también puede aludir —y, de hecho, así se ha venido usando— a un matrimonio entre personas de distinta clase social o a aquel en el que los dos cónyuges gozan de los mismos derechos». Las críticas que suscitaron la recomendación forzaron a la retractación de Fundéu y la eliminación de la recomendación.
Los opositores al matrimonio entre personas del mismo sexo, principalmente grupos religiosos conservadores, usan el término «matrimonio tradicional» para referirse a la unión conyugal entre un hombre y una mujer. Por otro lado, los defensores del matrimonio igualitario, cuestionando que en instituciones seculares estén arraigados dogmas religiosos, emplean la expresión «matrimonio excluyente» para aglutinar las definiciones postuladas por asociaciones políticas y religiosas tradicionalistas que excluyen, en mayor o menor grado, a las parejas del mismo sexo del acceso a la igualdad matrimonial.

### Posturas religiosas
Las doctrinas de las principales religiones monoteístas condenan la homosexualidad y otras manifestaciones de la sexualidad humana, admitiendo únicamente el matrimonio entre un hombre y una mujer. Asimismo, en el debate público los líderes religiosos se encuentran entre los principales oponentes del matrimonio igualitario, exigiendo que el Estado solo debe admitir su visión del matrimonio incluso dentro de la esfera civil, lo que ha planteado discusiones sobre la influencia de las comunidades religiosas en la sociedad y la política, la situación de la separación Iglesia-Estado y el proceso de secularización dentro de las propias Iglesias. En los países donde es legal el matrimonio entre personas del mismo sexo, generalmente se crean exenciones para permitir que las asociaciones religiosas no celebren tales matrimonios, con base en los derechos de libertad de culto, de expresión y de pensamiento.

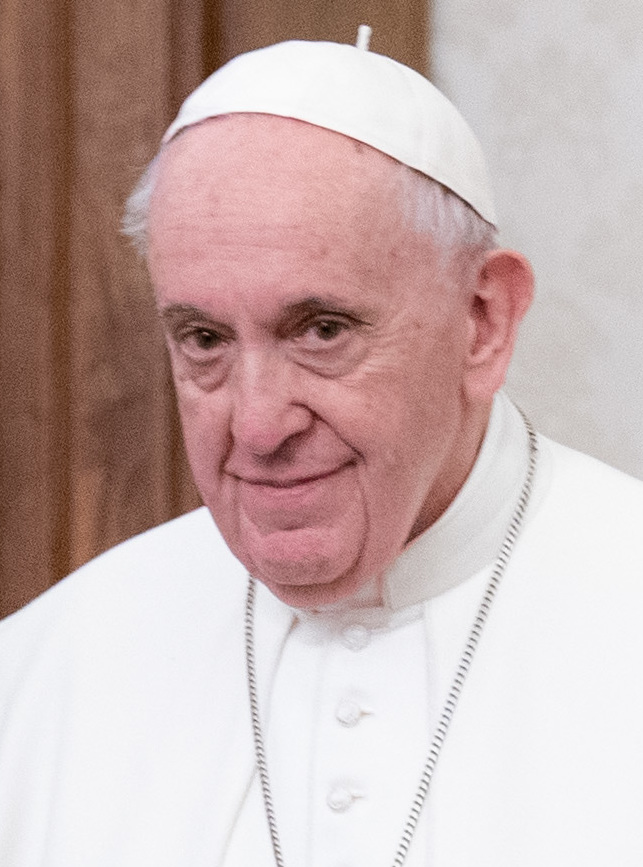
El papa Francisco expresó su apoyo a leyes de «convivencia civil» entre personas del mismo sexo en una entrevista para el documental Francesco (2020), pero la Congregación para la Doctrina de la Fe, responsable de la ortodoxia católica, aclaró que para ellos es «imposible» que Dios «bendiga el pecado», refiriéndose al uso de ritos litúrgicos en casamientos homosexuales.

Las posiciones de las Iglesias cristianas se dividen en conservadoras, liberales o neutrales. Se oponen la Iglesia católica, las Iglesias ortodoxas, las Asambleas de Dios, la Convención Bautista del Sur, los testigos de Jehová, la Iglesia de Jesucristo de los Santos de los Últimos Días (Iglesia SUD), la Iglesia Adventista del Séptimo Día, etc., condenando como pecado cualquier actividad sexual homosexual y, por extensión, el matrimonio entre personas del mismo sexo. En 2015, la Iglesia SUD anunció la negación de privilegios a los hijos de parejas homosexuales, exceptuando los que sean mayores de edad y que demuestren no estar a favor de «practicar» la homosexualidad; asimismo, en la misma modificación de su manual oficial se habló de «excomunión» a los homosexuales que no refrenen su deseo de vivir de acuerdo a su orientación sexual, dado que consideran la práctica sexual homosexual un pecado, pero no el hecho de ser homosexual. Los cambios provocaron la apostasía de parte de su feligresía LGBTI. En 2019, el presidente de la Iglesia SUD, Russell M. Nelson, impulsó la anulación de la medida con el fin de «reducir el odio y los conflictos tan comunes en la actualidad».

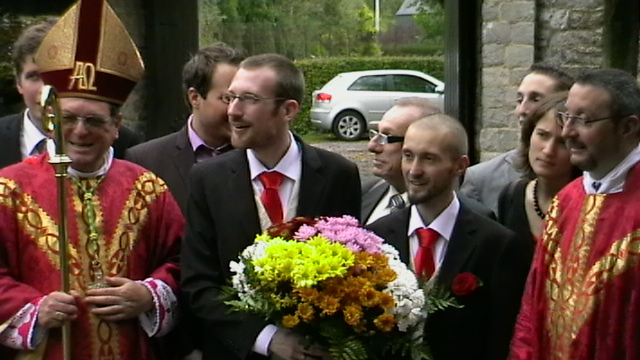
Pareja homosexual casada en una parroquia veterocatólica en Valonia.

Algunas denominaciones anglicanas, protestantes y evangélicas celebran matrimonios entre personas del mismo sexo. Entre las iglesias cristianas que casan a parejas del mismo sexo se encuentran la Iglesia de la Comunidad Metropolitana, la Iglesia de Noruega, la Iglesia de Suecia, Iglesia del Pueblo Danés, la Iglesia Unida de Canadá, la Iglesia Unida de Cristo, la Iglesia Universalista, los Sociedad Religiosa de los Amigos (cuáqueros), la Comunidad de Cristo (rama mormona disidente de la Iglesia SUD), los Discípulos de Cristo, etc. Existen denominaciones cristianas evangélicas liberales internacionales con posturas amigables, como Alliance of Baptists y Affirming Pentecostal Church International, que practican el matrimonio entre personas del mismo sexo. La Iglesia protestante unida de Francia y la Unión de Iglesias Protestantes de Alsacia y Lorena se han pronunciado a favor de la posibilidad de bendecir los matrimonios igualitarios. Otras Iglesias bendicen los matrimonios o uniones entre personas del mismo sexo con un rito distinto del matrimonial, como la Iglesia evangélica del Río de la Plata, la Iglesia evangélica española, algunas ramas de la Iglesia anglicana colombiana y la Iglesia anglicana de Australia, la Iglesia episcopal, la Iglesia presbiteriana, la Libre Congregación Unitaria de México, la Iglesia cristiana Puertas Abiertas, etc.
Por otro lado, también hay denominaciones cristianas que han adoptado posiciones neutrales, dejando la elección a las congregaciones locales de decidir sobre el tema. Asimismo, dentro de cada grupo cristiano existen creyentes LGBTI y partidarios de una igualdad LGBTI que abogan activamente por reformas dentro de sus congregaciones no incluyentes, desafiando las posturas de sus jerarquías.
En la jurisprudencia tradicional islámica los actos homosexuales están prohibidos y sujetos a diferentes castigos (como lapidación o ejecución) en los países que aplican la sharía, según la situación y la corriente de interpretación, por lo que las escuelas islámicas mayoritarias rechazan y reprimen toda expresión de las personas LGBTI. No obstante, la coyuntura actual sobre el tema deja espacio para la apertura de algunos clérigos musulmanes, como Tareq Oubrou (imán de Burdeos), para quienes ni el Corán ni la Sunna condenan la práctica homosexual, agregando que la homofobia es contraria a los principios islámicos: según Oubrou, aunque la homosexualidad «no es defendida por el islam, los musulmanes homosexuales son musulmanes completos. El hecho de estigmatizarlos, violarlos o acosarlos es contrario a la ética común». Abdel Nour Brado, representante de la Junta Islámica de Córdoba y secretario de la Comisión Islámica de España, en ocasión de la discusión sobre la legalización del matrimonio igualitario, declaró a título personal en 2005: «No hay ninguna referencia en el Corán contra la homosexualidad. Debemos debatir este tema entre nosotros y entender que celebrar matrimonios religiosos entre homosexuales sería la mejor respuesta de los musulmanes que viven en Occidente a quienes persiguen a los homosexuales en el resto del mundo musulmán». Por su parte, algunos imanes liberales celebran casamientos LGBTI en países con sistemas democráticos plenos; Ludovic-Mohamed Zahed, fundador de la primera mezquita incluyente de Europa, sostiene que «si el profeta Mahoma estuviese vivo, casaría a parejas homosexuales».
Dentro de las denominaciones judías modernas el tema ha sido objeto de controversia y ha dado lugar a debates y divisiones. Tradicionalmente, el judaísmo ha entendido las relaciones sexuales masculinas homosexuales como contrarias a la Torá, opinión que aún mantienen los judíos ortodoxos. Por otro lado, el judaísmo reconstruccionista y el judaísmo reformista no sostienen este punto de vista y permiten tanto las relaciones homosexuales como el casamiento de parejas del mismo sexo. El Comité sobre Normas y Leyes Judías de los judíos conservadores compartió hasta diciembre de 2006 la misma posición de los ortodoxos, pero desde esa fecha ha emitido múltiples opiniones bajo su filosofía de pluralismo; algunos sectores siguen la posición ortodoxa mientras que otros liberalizan sustancialmente la visión del sexo y las relaciones homosexuales, pese a que continúan considerando ciertos actos sexuales como prohibidos.
También realizan casamientos algunas denominaciones minoritarias del hinduismo, mientras que en el budismo lo hacen la mayoría de escuelas occidentales aunque en las oientales suele depender de la cultura de cada país. Entre los nuevos movimientos religiosos, el grupo new age Eckankar, la rama budista Sōka Gakkai (desde 1995), el movimiento raeliano y los cuáqueros británicos (desde 2009) tienen ministros de culto que llevan a cabo el matrimonio de parejas del mismo sexo, donde este tipo de unión está legalmente reconocido.
La cienciología y el zoroastrismo se oponen a cualquier forma de actividad homosexual, entre ellas el matrimonio igualitario.

## Opinión pública
| ≥ 5⁄6 ≥ 2⁄3 | ≥ 1⁄2 ≥ 1⁄3 | ≥ 1⁄6 < 1⁄6 sin encuestas |

Países por porcentaje de población a favor del matrimonio entre personas del mismo sexo, coloreados por fracción:
≥
≥
≥
≥
≥
<
sin encuestas

Las encuestas y estudios sobre el tema han revelado una tendencia de aumento del apoyo al matrimonio entre personas del mismo sexo en muchos países del mundo, generalmente impulsada en gran parte por una diferencia generacional. Las encuestas realizadas en varias democracias desarrolladas en el siglo XXI muestran una mayoría de la población que apoya el acceso igualitario al matrimonio, observándose un aumento en todos los grupos de edad, sin diferenciar entre ideología política, religión, género, etnia y región. Asimismo, en varios países se observa que el apoyo aumenta significativamente con niveles más altos de educación y también es significativamente más alto entre las generaciones más jóvenes, con una marcada tendencia de incremento continuo.